# Liste de monuments aux morts français surmontés d'un coq
Le coq (gaulois) est un des motifs assez fréquents (mais pas le plus fréquent) parmi les ornements des monuments aux morts de France. Il peut être représenté :
- de face ou de côté
- les ailes plus ou moins déployées
- en train de chanter ou pas
- perché éventuellement sur une sphère dominant le sommet pyramidal de l'édifice en forme d'obélisque.

Ce symbole patriotique n'est pas privilégié dans une région plutôt que dans une autre. La liste non exhaustive n'inclut pas les monuments décorés d'un coq s'il est ailleurs qu'au sommet de l'édifice.
Les monuments sont classés par ordre alphabétique de départements et, au sein de ceux-ci, par ordre alphabétique de communes, ou anciennes communes.

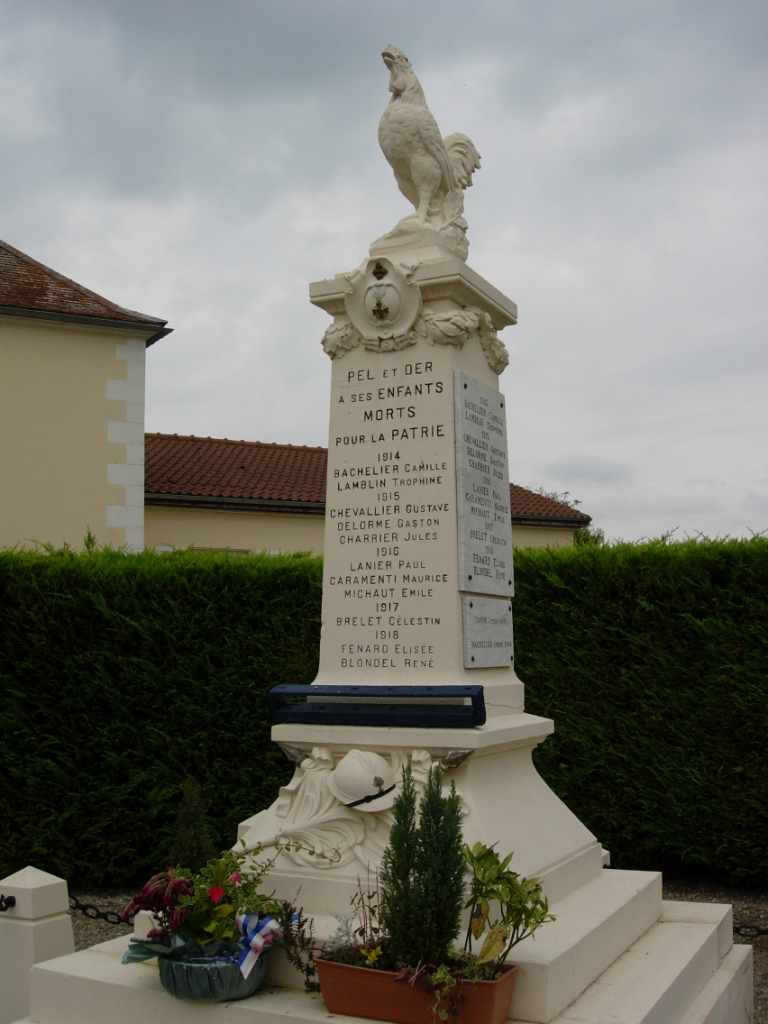
Pel-et-Der.
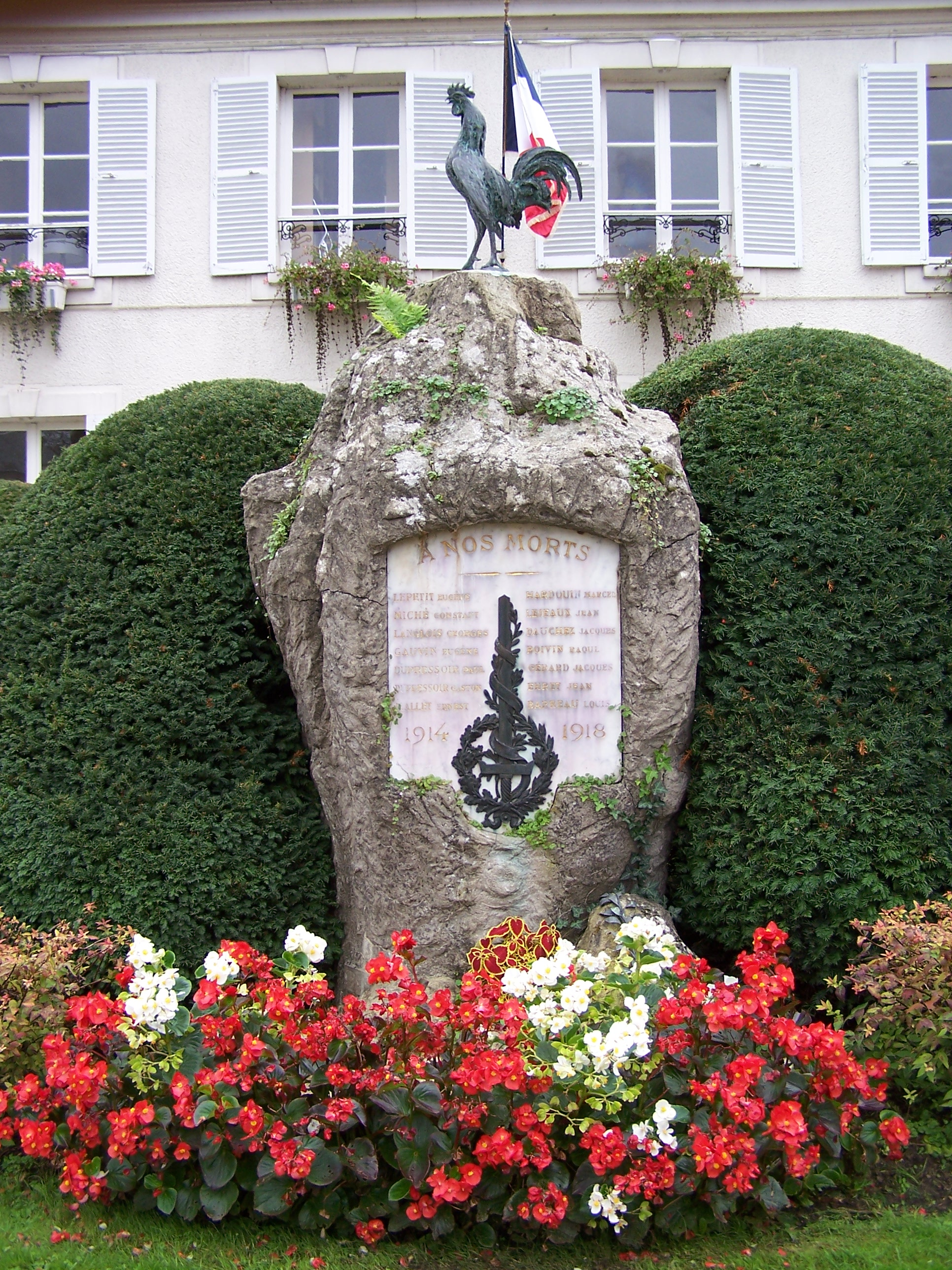
Clairefontaine-en-Yvelines.
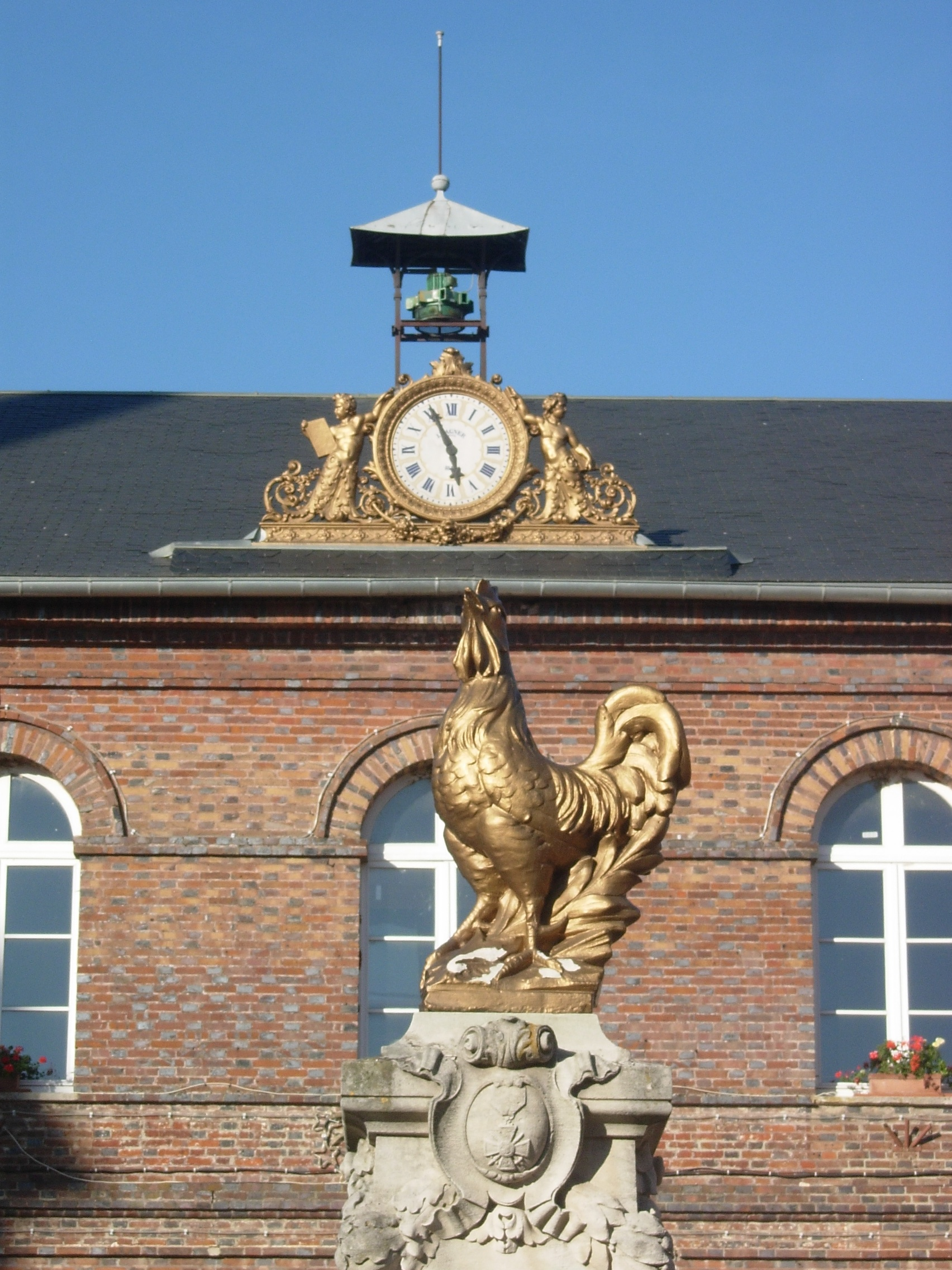
Rigny-le-Ferron.

## Ain
Pour un article plus général, voir Liste des monuments aux morts dans l'Ain.
| Œuvre              | Auteur                                                      | Commune                     | Localisation                           | Notes                                                                                          | Installation                   | Coordonnées                      | Illustration       |
| ------------------ | ----------------------------------------------------------- | --------------------------- | -------------------------------------- | ---------------------------------------------------------------------------------------------- | ------------------------------ | -------------------------------- | ------------------ |
| Monument aux morts | Charles Bonnard Architecte, Robert Benoist Sculpteur        | Ambérieu-en-Bugey           | École Elémentaire Jules Ferry          | La ville d'Ambérieu à ses Morts Glorieux                                                       | Inauguration 10 septembre 1922 | 45° 57′ 33″ nord, 5° 21′ 27″ est | Monument aux morts |
| Monument aux morts | Cain Auguste Sculpteur                                      | Ambérieux-en-Dombes         | 5 Rue Gombette                         | Ambérieux à ses Enfants Morts pour la Patrie                                                   | À déterminer                   | 45° 59′ 54″ nord, 4° 54′ 08″ est | Monument aux morts |
| Monument aux morts | Modeste Bornarel Marbrier-Sculpteur                         | Baneins                     | 23 Place de L’Eglise                   | Baneins à ses Glorieux Combattants                                                             | À déterminer                   | 46° 06′ 37″ nord, 4° 54′ 11″ est | Monument aux morts |
| Monument aux morts | À déterminer                                                | Bénonces                    | rue principale mairie                  | RF Honneur aux Enfants de Bénonces mobilisés pour la grande Guerre (1914-1918)                 | Inauguration 18 juin 1922      | 45° 49′ 36″ nord, 5° 28′ 41″ est | Monument aux morts |
| Monument aux morts | À déterminer                                                | Biziat                      | Parking Poste et mairie                | Aux Héros de la Grande Guerre (1914-1918) Commune de Biziat à ses enfants Morts pour la France | Inauguration 8 août 1920       | 46° 13′ 00″ nord, 4° 56′ 39″ est | Monument aux morts |
| Monument aux morts | Pierre-Alexandre Morlon Sculpteur                           | Ceyzériat                   | Place des anciens combattants          | Ceyzériat à ses Enfants Morts pour la France                                                   | Inauguration 16 octobre 1921   | 46° 10′ 44″ nord, 5° 19′ 18″ est | Monument aux morts |
| Monument aux morts | Fonderie d'art du Val d'Osne, Prosper Lecourtier Sculpteur  | Champfromier                | Mairie, 541 Rte des Burgondes          | Champfromier à ses enfants Morts pour la Patrie                                                | Inauguration 13 août 1922      | 46° 11′ 39″ nord, 5° 48′ 59″ est | Monument aux morts |
| Monument aux morts | Modeste Bornarel Marbrier-Sculpteur                         | Chaneins                    | Dans le Cimetière, Chemin du Cimetière | Chaneins et Valeins à leurs Enfants Morts pour la Patrie                                       | Inauguration 29 juin 1921      | 46° 05′ 49″ nord, 4° 50′ 44″ est | Monument aux morts |
| Monument aux morts | Édouard Givord Architecte, Claude Sallet Marbrier-Sculpteur | Chavannes-sur-Reyssouze     | 1235 Route de Mantenay                 | Á la mémoire des Enfants de Chavannes sur Reyssouze Morts au Champ D'Honneur                   | Inauguration 23 octobre 1921   | 46° 25′ 49″ nord, 4° 59′ 34″ est | Monument aux morts |
| Monument aux morts | Antoine Durenne Fondeur, Prosper Lecourtier Sculpteur       | Coligny                     | place, 4 Clos Mesnard                  | Á la Mémoire des Enfants de Coligny Morts pour la France                                       | Inauguration 21 mai 1922       | 46° 23′ 00″ nord, 5° 20′ 48″ est | Monument aux morts |
| Monument aux morts | Claudius Crochet Marbrier-Sculpteur                         | Cras-sur-Reyssouze          | 23 Rue du Marché                       | Cras sur Reyssouze à ses Morts Glorieux                                                        | Inauguration 21 décembre 1923  | 46° 18′ 27″ nord, 5° 09′ 54″ est | Monument aux morts |
| Monument aux morts | François Clermont Architecte                                | Lescheroux                  | 16 Rte de Foissiat                     | Á ses Morts Glorieux la Commune de Lescheroux Reconnaissante                                   | Inauguration 31 juillet 1921   | 46° 24′ 26″ nord, 5° 08′ 39″ est | Monument aux morts |
| Monument aux morts | À déterminer                                                | Magnieu                     | 8 Chemin de la Sara                    | Á nos Morts pour la Patrie                                                                     | Inauguration 1er janvier 1921  | 45° 46′ 37″ nord, 5° 43′ 09″ est | Monument aux morts |
| Monument aux morts | À déterminer                                                | Maillat                     | 110 Rte de Peyriat                     | Aux Enfants de Maillat Morts pour la Patrie                                                    | Inauguration 31 octobre 1920   | 46° 07′ 49″ nord, 5° 32′ 20″ est | Monument aux morts |
| Monument aux morts | Joseph Nozenso Marbrier                                     | Napt Sonthonnax-la-Montagne | À déterminer                           | La Commune de Napt à ses Enfants Morts pour la France                                          | Inauguration 18 avril 1920     | 46° 12′ 26″ nord, 5° 29′ 44″ est | Monument aux morts |
| Monument aux morts | Abel Rochet Architecte                                      | Neuville-les-Dames          | À déterminer                           | Á ses Enfants Morts pour la Patrie, Coq bronze volé le 23 juin 1924                            | À déterminer                   | à géolocaliser                   | Monument aux morts |
| Monument aux morts | À déterminer                                                | Polliat                     | À déterminer                           |                                                                                                | À déterminer                   | à géolocaliser                   | Monument aux morts |
| Monument aux morts | À déterminer                                                | Poncin                      | À déterminer                           |                                                                                                | À déterminer                   | à géolocaliser                   | Monument aux morts |
| Monument aux morts | À déterminer                                                | Sainte-Croix                | À déterminer                           |                                                                                                | À déterminer                   | à géolocaliser                   | Monument aux morts |
| Monument aux morts | À déterminer                                                | Savigneux                   | À déterminer                           |                                                                                                | À déterminer                   | à géolocaliser                   | Monument aux morts |
| Monument aux morts | À déterminer                                                | Sulignat                    | À déterminer                           |                                                                                                | À déterminer                   | à géolocaliser                   | Monument aux morts |
| Monument aux morts | À déterminer                                                | Thézillieu                  | À déterminer                           |                                                                                                | À déterminer                   | à géolocaliser                   | Monument aux morts |
| Monument aux morts | À déterminer                                                | Thoissey                    | À déterminer                           |                                                                                                | À déterminer                   | à géolocaliser                   | Monument aux morts |
| Monument aux morts | À déterminer                                                | Trévoux                     | À déterminer                           |                                                                                                | À déterminer                   | à géolocaliser                   | Monument aux morts |

## Aisne
Pour un article plus général, voir Liste des monuments aux morts dans l'Aisne.
| Œuvre                                                       | Auteur                           | Commune                | Localisation                    | Notes | Installation | Coordonnées    | Illustration                                                |
| ----------------------------------------------------------- | -------------------------------- | ---------------------- | ------------------------------- | ----- | ------------ | -------------- | ----------------------------------------------------------- |
| Monument aux morts                                          | À déterminer                     | Anguilcourt-le-Sart    | Devant la mairie                |       | 1922         | à géolocaliser | Monument aux morts                                          |
| Monument aux morts                                          | À déterminer                     | Aubenton               | À déterminer                    |       | À déterminer | à géolocaliser | Monument aux morts                                          |
| Monument aux morts                                          | À déterminer                     | Aulnois-sous-Laon      | À déterminer                    |       | À déterminer | à géolocaliser | Image manquante                                             |
| Monument aux morts                                          | Copie d'après Prosper Lecourtier | Berlise                | À déterminer                    |       | À déterminer | à géolocaliser | Image manquante                                             |
| Monument aux morts                                          | À déterminer                     | Bichancourt            | À déterminer                    |       | À déterminer | à géolocaliser | Monument aux morts                                          |
| Monument aux morts                                          | À déterminer                     | Brissy-Hamégicourt     | À déterminer                    |       | À déterminer | à géolocaliser | Monument aux morts                                          |
| Monument aux morts                                          | À déterminer                     | Caumont                | À déterminer                    |       | À déterminer | à géolocaliser | Monument aux morts                                          |
| Monument aux morts                                          | À déterminer                     | Condé-sur-Aisne        | À déterminer                    |       | À déterminer | à géolocaliser | Monument aux morts                                          |
| Monument aux morts                                          | À déterminer                     | Crécy-sur-Serre        | À déterminer                    |       | À déterminer | à géolocaliser | Monument aux morts                                          |
| Monument aux morts                                          | À déterminer                     | Dercy                  | À déterminer                    |       | À déterminer | à géolocaliser | Monument aux morts                                          |
| Monument aux morts de Dorengt et de La Neuville-lès-Dorengt | À déterminer                     | Dorengt                | À déterminer                    |       | À déterminer | à géolocaliser | Monument aux morts de Dorengt et de La Neuville-lès-Dorengt |
| Monument aux morts                                          | À déterminer                     | Étréaupont             | À déterminer                    |       | À déterminer | à géolocaliser | Monument aux morts                                          |
| Monument aux morts                                          | À déterminer                     | Fontaine-lès-Clercs    | À déterminer                    |       | À déterminer | à géolocaliser | Monument aux morts                                          |
| Monument aux morts                                          | À déterminer                     | Fressancourt           | À déterminer                    |       | À déterminer | à géolocaliser | Monument aux morts                                          |
| Monument aux morts                                          | À déterminer                     | Froidmont-Cohartille   | À déterminer                    |       | À déterminer | à géolocaliser | Monument aux morts                                          |
| Monument aux morts                                          | À déterminer                     | Gauchy                 | À déterminer                    |       | À déterminer | à géolocaliser | Monument aux morts                                          |
| Monument aux morts                                          | À déterminer                     | Gercy                  | À déterminer                    |       | À déterminer | à géolocaliser | Monument aux morts                                          |
| Monument aux morts                                          | À déterminer                     | Grandlup-et-Fay        | À déterminer                    |       | À déterminer | à géolocaliser | Monument aux morts                                          |
| Monument aux morts                                          | À déterminer                     | Hannapes               | À déterminer                    |       | À déterminer | à géolocaliser | Monument aux morts                                          |
| Monument aux morts                                          | À déterminer                     | Margival               | À déterminer                    |       | À déterminer | à géolocaliser | Monument aux morts                                          |
| Monument aux morts                                          | À déterminer                     | Marle                  | À déterminer                    |       | À déterminer | à géolocaliser | Monument aux morts                                          |
| Monument aux morts de Montescourt et de Jussy               | À déterminer                     | Montescourt-Lizerolles | Rond-point de la Victoire       |       | 1921         | à géolocaliser | Monument aux morts de Montescourt et de Jussy               |
| Monument aux morts                                          | À déterminer                     | Nizy-le-Comte          | À déterminer                    |       | À déterminer | à géolocaliser | Monument aux morts                                          |
| Monument aux morts                                          | À déterminer                     | Quierzy                | À déterminer                    |       | À déterminer | à géolocaliser | Monument aux morts                                          |
| Monument aux morts                                          | À déterminer                     | Saint-Algis            | À déterminer                    |       | À déterminer | à géolocaliser | Monument aux morts                                          |
| Monument aux morts                                          | À déterminer                     | Saint-Simon            | À déterminer                    |       | À déterminer | à géolocaliser | Monument aux morts                                          |
| Monument aux morts                                          | À déterminer                     | Serain                 | À déterminer                    |       | À déterminer | à géolocaliser | Monument aux morts                                          |
| Monument aux morts                                          | Copie d'après Prosper Lecourtier | Serches                | À déterminer                    |       | À déterminer | à géolocaliser | Image manquante                                             |
| Monument aux morts                                          | À déterminer                     | Vassens                | À déterminer                    |       | À déterminer | à géolocaliser | Monument aux morts                                          |
| Monument aux morts                                          | Copie d'après Prosper Lecourtier | Veslud                 | À l'entrée du cimetière         |       | 1926         | à géolocaliser | Monument aux morts                                          |
| Monument aux morts                                          | À déterminer                     | Vigneux-Hocquet        | À déterminer                    |       | À déterminer | à géolocaliser | Monument aux morts                                          |
| Monument aux morts                                          | À déterminer                     | Villers-Hélon          | À côté de l'église Saint-Martin |       | 1923         | à géolocaliser | Monument aux morts                                          |
| Monument aux morts                                          | À déterminer                     | Wassigny               | À déterminer                    |       | À déterminer | à géolocaliser | Monument aux morts                                          |

## Allier
Pour un article plus général, voir Liste des monuments aux morts dans l'Allier.
| Œuvre              | Auteur       | Commune         | Localisation     | Notes | Installation | Coordonnées                      | Illustration                       |
| ------------------ | ------------ | --------------- | ---------------- | ----- | ------------ | -------------------------------- | ---------------------------------- |
| Monument aux morts | À déterminer | Avermes         | À déterminer     |       | À déterminer | à géolocaliser                   | Image manquante                    |
| Monument aux morts | À déterminer | Bransat         | Devant la mairie |       | À déterminer | à géolocaliser                   | Image manquante                    |
| Monument aux morts | À déterminer | Broût-Vernet    | Devant la mairie |       | 1921         | 46° 11′ 17″ nord, 3° 16′ 24″ est | Monument aux morts de Broût-Vernet |
| Monument aux morts | À déterminer | Lurcy-Lévis     | À déterminer     |       | À déterminer | 46° 44′ 04″ nord, 2° 56′ 31″ est | Monument aux morts de Lurcy-Lévis  |
| Monument aux morts | À déterminer | Neuilly-le-Réal | À déterminer     |       | À déterminer | à géolocaliser                   | Image manquante                    |
| Monument aux morts | À déterminer | Saint-Yorre     | À déterminer     |       | À déterminer | à géolocaliser                   | Monument aux morts                 |
| Monument aux morts | À déterminer | Theneuille      | À déterminer     |       | À déterminer | à géolocaliser                   | Image manquante                    |

## Alpes-de-Haute-Provence
| Œuvre              | Auteur             | Commune    | Localisation                                     | Notes | Installation | Coordonnées    | Illustration       |
| ------------------ | ------------------ | ---------- | ------------------------------------------------ | ----- | ------------ | -------------- | ------------------ |
| Monument aux morts | Prosper Lecourtier | Barrême    | Sur la place François Béraud, à côté de l'église |       | À déterminer | à géolocaliser | Monument aux morts |
| Monument aux morts | À déterminer       | Montsalier | À déterminer                                     |       | À déterminer | à géolocaliser | Monument aux morts |

## Alpes-Maritimes
| Œuvre              | Auteur        | Commune    | Localisation      | Notes | Installation | Coordonnées                      | Illustration    |
| ------------------ | ------------- | ---------- | ----------------- | ----- | ------------ | -------------------------------- | --------------- |
| Monument aux morts | Louis Maubert | Beausoleil | Dans le cimetière |       | 1923         | 43° 44′ 50″ nord, 7° 25′ 27″ est | Image manquante |

## Ardèche
Pour un article plus général, voir Monuments aux morts de l'Ardèche.
| Œuvre              | Auteur       | Commune            | Localisation | Notes | Installation | Coordonnées    | Illustration       |
| ------------------ | ------------ | ------------------ | ------------ | ----- | ------------ | -------------- | ------------------ |
| Monument aux morts | À déterminer | Bourg-Saint-Andéol | À déterminer |       | À déterminer | à géolocaliser | Monument aux morts |
| Monument aux morts | À déterminer | Rosières           | À déterminer |       | À déterminer | à géolocaliser | Monument aux morts |
| Monument aux morts | À déterminer | Ruoms              | À déterminer |       | À déterminer | à géolocaliser | Monument aux morts |

## Ardennes
| Œuvre              | Auteur             | Commune                 | Localisation | Notes | Installation | Coordonnées    | Illustration       |
| ------------------ | ------------------ | ----------------------- | ------------ | ----- | ------------ | -------------- | ------------------ |
| Monument aux morts | Prosper Lecourtier | Aure                    | À déterminer |       | À déterminer | à géolocaliser | Monument aux morts |
| Monument aux morts | À déterminer       | Avançon                 | À déterminer |       | À déterminer | à géolocaliser | Image manquante    |
| Monument aux morts | À déterminer       | Écly                    | À déterminer |       | À déterminer | à géolocaliser | Monument aux morts |
| Monument aux morts | À déterminer       | Juniville               | À déterminer |       | À déterminer | à géolocaliser | Monument aux morts |
| Monument aux morts | À déterminer       | La Moncelle             | À déterminer |       | À déterminer | à géolocaliser | Monument aux morts |
| Monument aux morts | À déterminer       | Regniowez               | À déterminer |       | À déterminer | à géolocaliser | Monument aux morts |
| Monument aux morts | À déterminer       | Saint-Loup-en-Champagne | À déterminer |       | À déterminer | à géolocaliser | Monument aux morts |
| Monument aux morts | À déterminer       | Saint-Loup-Terrier      | À déterminer |       | À déterminer | à géolocaliser | Monument aux morts |
| Monument aux morts | À déterminer       | Saint-Morel             | À déterminer |       | À déterminer | à géolocaliser | Monument aux morts |
| Monument aux morts | À déterminer       | Sedan                   | À déterminer |       | À déterminer | à géolocaliser | Monument aux morts |
| Monument aux morts | À déterminer       | Seraincourt             | À déterminer |       | À déterminer | à géolocaliser | Monument aux morts |
| Monument aux morts | À déterminer       | Sévigny-Waleppe         | À déterminer |       | À déterminer | à géolocaliser | Image manquante    |

## Aube
| Œuvre              | Auteur             | Commune            | Localisation       | Notes | Installation | Coordonnées    | Illustration       |
| ------------------ | ------------------ | ------------------ | ------------------ | ----- | ------------ | -------------- | ------------------ |
| Monument aux morts | Prosper Lecourtier | Bouranton          | À côté de l'église |       | 1924         | à géolocaliser | Monument aux morts |
| Monument aux morts | À déterminer       | Brienne-le-Château | À déterminer       |       | À déterminer | à géolocaliser | Monument aux morts |
| Monument aux morts | À déterminer       | Cunfin             | À déterminer       |       | À déterminer | à géolocaliser | Monument aux morts |
| Monument aux morts | À déterminer       | Fontaine-les-Grès  | À déterminer       |       | À déterminer | à géolocaliser | Monument aux morts |
| Monument aux morts | À déterminer       | Fouchères          | À déterminer       |       | À déterminer | à géolocaliser | Monument aux morts |
| Monument aux morts | À déterminer       | La Ville-aux-Bois  | À déterminer       |       | À déterminer | à géolocaliser | Monument aux morts |
| Monument aux morts | À déterminer       | Pel-et-Der         | À déterminer       |       | À déterminer | à géolocaliser | Monument aux morts |
| Monument aux morts | À déterminer       | Proverville        | À déterminer       |       | À déterminer | à géolocaliser | Image manquante    |
| Monument aux morts | À déterminer       | Rigny-le-Ferron    | À déterminer       |       | À déterminer | à géolocaliser | Monument aux morts |
| Monument aux morts | À déterminer       | Sainte-Savine      | À déterminer       |       | À déterminer | à géolocaliser | Image manquante    |

## Aude
| Œuvre              | Auteur       | Commune              | Localisation   | Notes | Installation | Coordonnées    | Illustration                                                                              |
| ------------------ | ------------ | -------------------- | -------------- | --- | ------------ | -------------- | ----------------------------------------------------------------------------------------- |
| Monument aux morts | Élie Ottavy  | Narbonne             | Cours Mirabeau | La statue du poilu originale est dynamitée par les autorités allemandes dans la nuit du 31 décembre 1943 au 1er janvier 1944. Une statue de remplacement réalisée par Yvonne Gisclard-Cau est installée en 1960. | 1922         | à géolocaliser | Monument aux morts« Monument aux morts de 1914-1918 à Narbonne », sur À nos grands hommes |
| Monument aux morts | À déterminer | Saint-Martin-Lalande | À déterminer   | | À déterminer | à géolocaliser | Monument aux morts                                                                        |

## Aveyron
| Œuvre              | Auteur       | Commune            | Localisation                                        | Notes | Installation | Coordonnées    | Illustration       |
| ------------------ | ------------ | ------------------ | --------------------------------------------------- | ----- | ------------ | -------------- | ------------------ |
| Monument aux morts | À déterminer | Agen-d'Aveyron     | Au bord de la rue de la Pradelle, près de la mairie |       | À déterminer | à géolocaliser | Image manquante    |
| Monument aux morts | À déterminer | Camarès            | À déterminer                                        |       | À déterminer | à géolocaliser | Monument aux morts |
| Monument aux morts | À déterminer | Saint-Rome-de-Tarn | À déterminer                                        |       | À déterminer | à géolocaliser | Monument aux morts |

## Bouches-du-Rhône
| Œuvre              | Auteur       | Commune                | Localisation                                                     | Notes | Installation | Coordonnées    | Illustration       |
| ------------------ | ------------ | ---------------------- | ---------------------------------------------------------------- | ----- | ------------ | -------------- | ------------------ |
| Monument aux morts | À déterminer | Fontvieille            | À déterminer                                                     |       | À déterminer | à géolocaliser | Monument aux morts |
| Monument aux morts | À déterminer | Le Puy-Sainte-Réparade | À déterminer                                                     |       | À déterminer | à géolocaliser | Monument aux morts |
| Monument aux morts | À déterminer | Marseille              | Dans le quartier de la Pomme, à côté de l'église Saint-Dominique |       | À déterminer | à géolocaliser | Monument aux morts |
| Monument aux morts | À déterminer | Rognes                 | À déterminer                                                     |       | À déterminer | à géolocaliser | Monument aux morts |
| Monument aux morts | À déterminer | Sénas                  | À déterminer                                                     |       | À déterminer | à géolocaliser | Monument aux morts |

## Calvados
Pour un article plus général, voir Liste des monuments aux morts dans le Calvados.
| Œuvre                           | Auteur                                               | Commune             | Localisation                                                                           | Notes                                                      | Installation | Coordonnées                        | Illustration                              |
| ------------------------------- | ---------------------------------------------------- | ------------------- | -------------------------------------------------------------------------------------- | ---------------------------------------------------------- | ------------ | ---------------------------------- | ----------------------------------------- |
| Monument aux morts              | Prosper Lecourtier                                   | Amayé-sur-Orne      | Sur la place de l'Église                                                               |                                                            | À déterminer | 49° 05′ 09″ nord, 0° 26′ 21″ ouest | Monument aux morts d'Amayé-sur-Orne       |
| Monument aux morts              | À déterminer                                         | Bernesq             | RD 145, en face du cimetière                                                           |                                                            | À déterminer | à géolocaliser                     | Monument aux morts                        |
| Monument aux morts              | À déterminer                                         | Cheux               | Sur la place Boutrois, devant la mairie                                                | Érigé en 1921. Retiré et placé derrière la mairie en 1961. | 2018         | à géolocaliser                     | Monument aux morts                        |
| Monument aux morts de 1914-1918 | Henri Joseph Désiré Bouet                            | Crèvecoeur-en-Auge  | Devant la mairie                                                                       |                                                            | 1921         | 49° 07′ 05″ nord, 0° 01′ 03″ est   | Image manquante                           |
| Monument aux morts              | À déterminer                                         | Démouville          | À côté de la mairie                                                                    |                                                            | À déterminer | à géolocaliser                     | Monument aux morts                        |
| Monument aux morts              | À déterminer                                         | Ellon               | À déterminer                                                                           |                                                            | À déterminer | à géolocaliser                     | Image manquante                           |
| Monument aux morts              | À déterminer                                         | Fervaques           | Sur la place de l'Église, à côté de l'église Saint-Germain                             |                                                            | À déterminer | 49° 02′ 27″ nord, 0° 15′ 11″ est   | Monument aux morts de Fervaques           |
| Monument aux morts              | À déterminer                                         | Fontenay-le-Marmion | À déterminer                                                                           |                                                            | 1920         | à géolocaliser                     | Monument aux morts                        |
| Monument aux morts              | À déterminer                                         | Formigny            | Intersection de la RD 613 et de la RD 517, en face de la mairie                        |                                                            | À déterminer | à géolocaliser                     | Image manquante                           |
| Monument aux morts              | À déterminer                                         | Mutrécy             | Intersection de la rue de l'Église (RD 257) et de la rue du Pont-du-Coudray (RD 156)   |                                                            | À déterminer | 49° 03′ 51″ nord, 0° 25′ 20″ ouest | Monument aux morts de Mutrécy             |
| Monument aux morts              | Henri Joseph Désiré Bouet                            | Ouistreham          | Sur la place Albert-Lemarignier, au bord de l'avenue Michel-Cabieu                     |                                                            | 1920         | 49° 16′ 34″ nord, 0° 15′ 30″ ouest | Monument aux morts de Ouistreham          |
| Monument aux morts              | À déterminer                                         | Pont-l'Évêque       | Sur la place du Maréchal-Foch                                                          |                                                            | À déterminer | 49° 17′ 11″ nord, 0° 11′ 15″ est   | Monument aux morts de Pont-l'Évêque       |
| Monument aux morts              | À déterminer                                         | Robehomme           | À côté de l'église Notre-Dame-de-la-Nativité                                           |                                                            | À déterminer | à géolocaliser                     | Monument aux morts                        |
| Monument aux morts              | À déterminer                                         | Saint-Aubin-sur-Mer | À déterminer                                                                           |                                                            | À déterminer | 49° 19′ 48″ nord, 0° 23′ 16″ ouest | Monument aux morts de Saint-Aubin-sur-Mer |
| Monument aux morts              | À déterminer                                         | Sassy               | Intersection de la rue du Lavoir (RD 251) et de la rue de Mairie, en face de la mairie |                                                            | À déterminer | 48° 59′ 03″ nord, 0° 08′ 17″ ouest | Image manquante                           |
| Monument aux morts              | Henri Joseph Désiré Bouet et Oscar-Ferdinand D'Haëse | Urville             | Sur la place de la Mare                                                                |                                                            | À déterminer | 49° 01′ 34″ nord, 0° 17′ 41″ ouest | Image manquante                           |
| Monument aux morts              | À déterminer                                         | Varaville           | Dans le cimetière                                                                      |                                                            | À déterminer | 49° 15′ 14″ nord, 0° 09′ 31″ ouest | Monument aux morts de Varaville           |

## Cantal
| Œuvre              | Auteur       | Commune   | Localisation                     | Notes | Installation | Coordonnées                      | Illustration       |
| ------------------ | ------------ | --------- | -------------------------------- | ----- | ------------ | -------------------------------- | ------------------ |
| Monument aux morts | À déterminer | Arches    | place de la Tour                 |       | À déterminer | 45° 18′ 22″ nord, 2° 19′ 42″ est | Monument aux morts |
| Monument aux morts | À déterminer | Lanobre   | place de l'Église                |       | À déterminer | 45° 26′ 11″ nord, 2° 32′ 02″ est | Monument aux morts |
| Monument aux morts | À déterminer | Salers    | À déterminer                     |       | À déterminer | à géolocaliser                   | Monument aux morts |
| Monument aux morts | À déterminer | Villedieu | rue de l'Église, face à l'église |       | À déterminer | 45° 00′ 02″ nord, 3° 03′ 49″ est | Monument aux morts |

## Charente
| Œuvre              | Auteur       | Commune             | Localisation                                               | Notes | Installation | Coordonnées                      | Illustration                              |
| ------------------ | ------------ | ------------------- | ---------------------------------------------------------- | ----- | ------------ | -------------------------------- | ----------------------------------------- |
| Monument aux morts | À déterminer | Blanzac-Porcheresse | Sur la place Saint-Arthémy, près de l'église Saint-Arthémy |       | À déterminer | 45° 28′ 32″ nord, 0° 01′ 54″ est | Monument aux morts de Blanzac-Porcheresse |
| Monument aux morts | À déterminer | Brigueuil           | À déterminer                                               |       | À déterminer | à géolocaliser                   | Monument aux morts                        |
| Monument aux morts | À déterminer | Houlette            | À déterminer                                               |       | À déterminer | à géolocaliser                   | Monument aux morts                        |
| Monument aux morts | À déterminer | Juillac-le-Coq      | À déterminer                                               |       | À déterminer | à géolocaliser                   | Monument aux morts                        |
| Monument aux morts | À déterminer | Réparsac            | À déterminer                                               |       | À déterminer | à géolocaliser                   | Monument aux morts                        |
| Monument aux morts | À déterminer | Saint-Félix         | À déterminer                                               |       | À déterminer | à géolocaliser                   | Monument aux morts                        |
| Monument aux morts | À déterminer | Saint-Palais-du-Né  | À déterminer                                               |       | À déterminer | à géolocaliser                   | Monument aux morts                        |
| Monument aux morts | À déterminer | Saint-Preuil        | À déterminer                                               |       | À déterminer | à géolocaliser                   | Monument aux morts                        |
| Monument aux morts | À déterminer | Souffrignac         | À déterminer                                               |       | À déterminer | à géolocaliser                   | Monument aux morts                        |
| Monument aux morts | À déterminer | Villefagnan         | À déterminer                                               |       | À déterminer | à géolocaliser                   | Monument aux morts                        |

## Charente-Maritime
| Œuvre                      | Auteur         | Commune                   | Localisation         | Notes | Installation | Coordonnées    | Illustration                                                                                    |
| -------------------------- | -------------- | ------------------------- | -------------------- | --- | ------------ | -------------- | ----------------------------------------------------------------------------------------------- |
| Monument aux morts         | À déterminer   | Angliers                  | À déterminer         | | À déterminer | à géolocaliser | Monument aux morts                                                                              |
| Monument aux morts         | À déterminer   | Ardillières               | À déterminer         | | À déterminer | à géolocaliser | Monument aux morts                                                                              |
| Monument aux morts         | À déterminer   | Asnières-la-Giraud        | À déterminer         | | À déterminer | à géolocaliser | Image manquante                                                                                 |
| Monument aux morts         | À déterminer   | Boscamnant                | À déterminer         | | À déterminer | à géolocaliser | Monument aux morts                                                                              |
| Monument aux morts         | À déterminer   | Burie                     | À déterminer         | | À déterminer | à géolocaliser | Image manquante                                                                                 |
| Monument aux morts         | À déterminer   | Champdolent               | À déterminer         | | À déterminer | à géolocaliser | Monument aux morts                                                                              |
| Monument aux morts         | À déterminer   | Chermignac                | À déterminer         | | À déterminer | à géolocaliser | Monument aux morts                                                                              |
| Monument aux morts         | À déterminer   | Ciré-d'Aunis              | À déterminer         | | À déterminer | à géolocaliser | Monument aux morts                                                                              |
| Monument aux morts         | À déterminer   | Clérac                    | À déterminer         | | À déterminer | à géolocaliser | Monument aux morts                                                                              |
| Monument aux morts         | À déterminer   | Courçon                   | À déterminer         | | À déterminer | à géolocaliser | Monument aux morts                                                                              |
| Monument aux morts         | À déterminer   | Dampierre-sur-Boutonne    | À déterminer         | | À déterminer | à géolocaliser | Monument aux morts                                                                              |
| Monument aux morts         | À déterminer   | Fouras                    | À déterminer         | Le coq prévu initialement n'a pas pu être financé pour l'inauguration en 1921. Il est érigé sur la monument le 16 décembre 2021. | À déterminer | à géolocaliser | Image manquante                                                                                 |
| Monument aux morts         | À déterminer   | Givrezac                  | Devant la mairie     | | À déterminer | à géolocaliser | Monument aux morts                                                                              |
| Monument aux morts         | À déterminer   | La Barde                  | À déterminer         | | À déterminer | à géolocaliser | Monument aux morts                                                                              |
| Monument aux morts de 1870 | Pierre Laurent | La Rochelle               | Dans le square Valin | Également appelé Mémorial des soldats et marins de la Charente-Inférieure.                                                       | 1913         | à géolocaliser | Monument aux morts de 1870« Monument aux morts de 1870 à La Rochelle », sur À nos grands hommes |
| Monument aux morts         | À déterminer   | Les Églises-d'Argenteuil  | À déterminer         | | À déterminer | à géolocaliser | Monument aux morts                                                                              |
| Monument aux morts         | À déterminer   | Migré                     | À déterminer         | | À déterminer | à géolocaliser | Monument aux morts                                                                              |
| Monument aux morts         | À déterminer   | Moragne                   | À déterminer         | | À déterminer | à géolocaliser | Monument aux morts                                                                              |
| Monument aux morts         | À déterminer   | Puy-du-Lac                | À déterminer         | | À déterminer | à géolocaliser | Monument aux morts                                                                              |
| Monument aux morts         | À déterminer   | Saint-Genis-de-Saintonge  | À déterminer         | | À déterminer | à géolocaliser | Monument aux morts                                                                              |
| Monument aux morts         | À déterminer   | Saint-Georges-des-Agoûts  | À déterminer         | | À déterminer | à géolocaliser | Monument aux morts                                                                              |
| Monument aux morts         | À déterminer   | Saint-Mard                | À déterminer         | | À déterminer | à géolocaliser | Monument aux morts                                                                              |
| Monument aux morts         | À déterminer   | Saint-Palais-de-Négrignac | À déterminer         | | À déterminer | à géolocaliser | Monument aux morts                                                                              |
| Monument aux morts         | À déterminer   | Saint-Romain-de-Benet     | À déterminer         | | À déterminer | à géolocaliser | Image manquante                                                                                 |
| Monument aux morts         | À déterminer   | Saint-Sulpice-de-Royan    | À déterminer         | | À déterminer | à géolocaliser | Monument aux morts                                                                              |
| Monument aux morts         | À déterminer   | Soubran                   | À déterminer         | | À déterminer | à géolocaliser | Monument aux morts                                                                              |
| Monument aux morts         | À déterminer   | Tonnay-Boutonne           | À déterminer         | | À déterminer | à géolocaliser | Monument aux morts                                                                              |
| Monument aux morts         | À déterminer   | Tonnay-Charente           | À déterminer         | | À déterminer | à géolocaliser | Monument aux morts                                                                              |
| Monument aux morts         | À déterminer   | Vergné                    | À déterminer         | | À déterminer | à géolocaliser | Monument aux morts                                                                              |
| Monument aux morts         | À déterminer   | Virson                    | À déterminer         | | À déterminer | à géolocaliser | Monument aux morts                                                                              |

## Corrèze
| Œuvre              | Auteur       | Commune                        | Localisation                                    | Notes | Installation | Coordonnées                      | Illustration       |
| ------------------ | ------------ | ------------------------------ | ----------------------------------------------- | ----- | ------------ | -------------------------------- | ------------------ |
| Monument aux morts | À déterminer | Collonges-la-Rouge             | À déterminer                                    |       | À déterminer | à géolocaliser                   | Image manquante    |
| Monument aux morts | À déterminer | Cornil                         | Grand'rue, 40 mètres au sud de la mairie        |       | À déterminer | 45° 12′ 41″ nord, 1° 41′ 31″ est | Monument aux morts |
| Monument aux morts | À déterminer | Lanteuil                       | au sud-est de la mairie                         |       | À déterminer | 45° 07′ 46″ nord, 1° 39′ 32″ est | Monument aux morts |
| Monument aux morts | À déterminer | Le Pescher                     | devant l'église                                 |       | À déterminer | 45° 04′ 13″ nord, 1° 44′ 19″ est | Monument aux morts |
| Monument aux morts | À déterminer | Maussac                        | 20 mètres au sud de l'église                    |       | À déterminer | 45° 28′ 21″ nord, 2° 08′ 37″ est | Monument aux morts |
| Monument aux morts | À déterminer | Naves                          | À déterminer                                    |       | À déterminer | à géolocaliser                   | Monument aux morts |
| Monument aux morts | À déterminer | Saint-Clément                  | devant la mairie                                |       | À déterminer | 45° 20′ 31″ nord, 1° 41′ 10″ est | Monument aux morts |
| Monument aux morts | À déterminer | Saint-Germain-les-Vergnes      | place de la Mairie                              |       | À déterminer | 45° 16′ 23″ nord, 1° 38′ 07″ est | Monument aux morts |
| Monument aux morts | À déterminer | Saint-Pantaléon-de-Larche      | À déterminer                                    |       | À déterminer | à géolocaliser                   | Monument aux morts |
| Monument aux morts | À déterminer | Sainte-Féréole                 | place de l'Église, 10 mètres au sud de l'église |       | 1924         | 45° 13′ 42″ nord, 1° 34′ 59″ est | Monument aux morts |
| Monument aux morts | À déterminer | Venarsal (commune de Malemort) | À déterminer                                    |       | À déterminer | à géolocaliser                   | Monument aux morts |

## Côtes-d'Armor
| Œuvre              | Auteur       | Commune         | Localisation                                       | Notes                              | Installation | Coordonnées    | Illustration       |
| ------------------ | ------------ | --------------- | -------------------------------------------------- | ---------------------------------- | ------------ | -------------- | ------------------ |
| Monument aux morts | À déterminer | Goudelin        | À côté de l'église                                 |                                    | À déterminer | à géolocaliser | Monument aux morts |
| Monument aux morts | À déterminer | Lanmodez        | À déterminer                                       |                                    | À déterminer | à géolocaliser | Monument aux morts |
| Monument aux morts | À déterminer | Le Vieux-Marché | À déterminer                                       |                                    | À déterminer | à géolocaliser | Monument aux morts |
| Monument aux morts | À déterminer | Lézardrieux     | Rue de la Libération, derrière l'église            | Érigé en face de l'église en 1921. | À déterminer | à géolocaliser | Monument aux morts |
| Monument aux morts | À déterminer | Louargat        | À déterminer                                       |                                    | À déterminer | à géolocaliser | Monument aux morts |
| Monument aux morts | À déterminer | Pluzunet        | À côté de l'église Saint-Pierre                    |                                    | À déterminer | à géolocaliser | Monument aux morts |
| Monument aux morts | À déterminer | Trédias         | À déterminer                                       |                                    | À déterminer | à géolocaliser | Monument aux morts |
| Monument aux morts | À déterminer | Trégonneau      | Dans le cimetière                                  |                                    | À déterminer | à géolocaliser | Monument aux morts |
| Monument aux morts | À déterminer | Yvias           | Dans le cimetière, à côté de l'église Saint-Judoce |                                    | À déterminer | à géolocaliser | Monument aux morts |

## Côte-d'Or
| Œuvre              | Auteur             | Commune              | Localisation              | Notes | Installation | Coordonnées                      | Illustration                        |
| ------------------ | ------------------ | -------------------- | ------------------------- | ----- | ------------ | -------------------------------- | ----------------------------------- |
| Monument aux morts | À déterminer       | Aignay-le-Duc        | Sur la place de la Mairie |       | À déterminer | à géolocaliser                   | Image manquante                     |
| Monument aux morts | Prosper Lecourtier | Bèze                 | Sur la place de l'église  |       | 1921         | à géolocaliser                   | Monument aux morts                  |
| Monument aux morts | À déterminer       | Gevrolles            | À déterminer              |       | À déterminer | à géolocaliser                   | Image manquante                     |
| Monument aux morts | À déterminer       | Leuglay              | À déterminer              |       | À déterminer | à géolocaliser                   | Image manquante                     |
| Monument aux morts | À déterminer       | Pontailler-sur-Saône | À déterminer              |       | À déterminer | à géolocaliser                   | Image manquante                     |
| Monument aux morts | À déterminer       | Sainte-Sabine        | À déterminer              |       | À déterminer | 47° 11′ 30″ nord, 4° 37′ 27″ est | Monument aux morts de Sainte-Sabine |

## Creuse
Pour un article plus général, voir Liste des monuments aux morts dans la Creuse.
| Œuvre                         | Auteur             | Commune                  | Localisation                                                                            | Notes                | Installation | Coordonnées                      | Illustration                                 |
| ----------------------------- | ------------------ | ------------------------ | --------------------------------------------------------------------------------------- | -------------------- | ------------ | -------------------------------- | -------------------------------------------- |
| Monument aux morts de Châtain | À déterminer       | Arfeuille-Châtain        | Au bourg de Châtain, Intersection de la RD 27 et de la route menant à Douleix           |                      | À déterminer | 46° 03′ 54″ nord, 2° 26′ 05″ est | Monument aux morts de Châtain                |
| Monument aux morts            | À déterminer       | Bord-Saint-Georges       | Au chevet de l'église Saint-Sulpice                                                     |                      | 1922         | 46° 15′ 38″ nord, 2° 17′ 53″ est | Image manquante                              |
| Monument aux morts            | À déterminer       | Boussac                  | Sur la place du Souvenir Français, près du cimetière                                    |                      | 1924         | à géolocaliser                   | Image manquante                              |
| Monument aux morts            | Prosper Lecourtier | Boussac-Bourg            | Dans le cimetière                                                                       |                      | 1920         | à géolocaliser                   | Image manquante                              |
| Monument aux morts            | Marius Saïn (de)   | Clugnat                  | Sur la place de l'Église, au bord de la rue du Docteur-Tuquet                           |                      | 1919         | 46° 18′ 28″ nord, 2° 07′ 05″ est | Monument aux morts de Clugnat                |
| Monument aux morts            | Prosper Lecourtier | Évaux-les-Bains          | Sur la place Serge-Cléret, devant l'office de tourisme                                  | Érigé[Où ?] en 1921. | 1985         | 46° 10′ 31″ nord, 2° 29′ 09″ est | Monument aux morts d'Évaux-les-Bains         |
| Monument aux morts            | À déterminer       | Fontanières              | Intersection de la RD 24 et de la RD 996, en face de la mairie                          |                      | 1922         | à géolocaliser                   | Image manquante                              |
| Monument aux morts            | À déterminer       | Issoudun-Létrieix        | Devant la mairie, à l'intersection de la RD 54 et de la route des Versannes             |                      | À déterminer | 46° 03′ 37″ nord, 2° 08′ 36″ est | Monument aux morts d'Issoudun-Létrieix       |
| Monument aux morts            | Prosper Lecourtier | Jouillat                 | Sur la place des Arbres                                                                 |                      | 1924         | à géolocaliser                   | Image manquante                              |
| Monument aux morts            | Prosper Lecourtier | La Villetelle            | Sur la place de la Mairie                                                               |                      | À déterminer | à géolocaliser                   | Monument aux morts                           |
| Monument aux morts            | À déterminer       | Le Grand-Bourg           | Sur la place des Tilleuls, en face de l'église de l'Assomption-de-la-Très-Sainte-Vierge |                      | 1922         | à géolocaliser                   | Image manquante                              |
| Monument aux morts            | À déterminer       | Lourdoueix-Saint-Pierre  | Devant la mairie, près de l'école                                                       |                      | 1922         | à géolocaliser                   | Monument aux morts                           |
| Monument aux morts            | Prosper Lecourtier | Moutier-d'Ahun           | Devant l'église, au bord de la RD 13                                                    |                      | 1922         | 46° 05′ 26″ nord, 2° 03′ 18″ est | Monument aux morts de Moutier-d'Ahun         |
| Monument aux morts de Parsac  | À déterminer       | Parsac-Rimondeix         | Place de la Mairie à Parsac                                                             |                      | À déterminer | 46° 12′ 06″ nord, 2° 09′ 11″ est | Monument aux morts de Parsac                 |
| Monument aux morts            | À déterminer       | Roches                   | À déterminer                                                                            |                      | À déterminer | à géolocaliser                   | Image manquante                              |
| Monument aux morts            | À déterminer       | Sagnat                   | À côté de l'église Saint-Pierre-ès-Liens                                                |                      | 1924         | à géolocaliser                   | Image manquante                              |
| Monument aux morts            | À déterminer       | Saint-Priest-la-Plaine   | Devant l'église Saint-Priest, au bord de la RD 44                                       |                      | À déterminer | 46° 11′ 29″ nord, 1° 37′ 34″ est | Monument aux morts de Saint-Priest-la-Plaine |
| Monument aux morts            | Prosper Lecourtier | Saint-Silvain-Bas-le-Roc | Sur la place Maurice-Leprat                                                             |                      | 1925         | 46° 19′ 53″ nord, 2° 13′ 39″ est | Image manquante                              |

## Deux-Sèvres
Pour un article plus général, voir Liste des monuments aux morts dans les Deux-Sèvres.
| Œuvre              | Auteur                           | Commune                 | Localisation                                                                                               | Notes                                                      | Installation | Coordonnées                        | Illustration                              |
| ------------------ | -------------------------------- | ----------------------- | --- | ---------------------------------------------------------- | ------------ | ---------------------------------- | ----------------------------------------- |
| Monument aux morts | À déterminer                     | Augé                    | RD 6, devant la mairie                                                                                     | Érigé en 1922 à quelques mètres de son emplacement actuel. | 2023         | à géolocaliser                     | Image manquante                           |
| Monument aux morts | À déterminer                     | Brioux-sur-Boutonne     | À côté de la Poste et de l'église Saint-Laurent                                                            |                                                            | 1922         | 46° 08′ 27″ nord, 0° 13′ 14″ ouest | Monument aux morts de Brioux-sur-Boutonne |
| Monument aux morts | À déterminer                     | Chey                    | À côté de la mairie                                                                                        |                                                            | 1922         | à géolocaliser                     | Image manquante                           |
| Monument aux morts | À déterminer                     | Exoudun                 | En face de la mairie                                                                                       |                                                            | À déterminer | 46° 20′ 39″ nord, 0° 04′ 47″ ouest | Monument aux morts d'Exoudun              |
| Monument aux morts | Copie d'après Prosper Lecourtier | L'Absie                 | Rue de la Sauzaie, devant le cimetière                                                                     |                                                            | À déterminer | à géolocaliser                     | Image manquante                           |
| Monument aux morts | À déterminer                     | Saint-Vincent-la-Châtre | À déterminer                                                                                               |                                                            | À déterminer | à géolocaliser                     | Monument aux morts                        |
| Monument aux morts | À déterminer                     | Sepvret                 | Intersection de la route du Champ de Foire (RD 108) et de la rue de la Mantelière, à l'entrée du cimetière |                                                            | À déterminer | 46° 17′ 10″ nord, 0° 05′ 25″ ouest | Monument aux morts de Sepvret             |

## Dordogne
| Œuvre              | Auteur        | Commune                             | Localisation                                                         | Notes | Installation | Coordonnées                      | Illustration                                      |
| ------------------ | ------------- | ----------------------------------- | -------------------------------------------------------------------- | ----- | ------------ | -------------------------------- | ------------------------------------------------- |
| Monument aux morts | À déterminer  | Bouzic                              | À déterminer                                                         |       | À déterminer | à géolocaliser                   | Image manquante                                   |
| Monument aux morts | À déterminer  | Cazoulès (Pechs-de-l'Espérance)     | angle route de la Porte-du-Périgord (RD 703) et rue A.-Rouillon      |       | À déterminer | 44° 52′ 57″ nord, 1° 25′ 52″ est | Monument aux morts de Cazoulès                    |
| Monument aux morts | À déterminer  | Cubjac (Cubjac-Auvézère-Val d'Ans)  | face à la mairie de Cubjac-Auvézère-Val d'Ans                        |       | À déterminer | 45° 13′ 18″ nord, 0° 56′ 16″ est | Monument aux morts de Cubjac                      |
| Monument aux morts | À déterminer  | Excideuil                           | À déterminer                                                         |       | À déterminer | à géolocaliser                   | Image manquante                                   |
| Monument aux morts | Julien Vessat | Fleurac                             | rue de Saint-Exupéry                                                 |       | À déterminer | 45° 00′ 28″ nord, 1° 00′ 05″ est | Monument aux morts de Fleurac                     |
| Monument aux morts | À déterminer  | La Bachellerie                      | rue Marcel-Michel                                                    |       | À déterminer | 45° 08′ 50″ nord, 1° 09′ 12″ est | Monument aux morts de La Bachellerie              |
| Monument aux morts | À déterminer  | Le Bugue                            | À déterminer                                                         |       | À déterminer | à géolocaliser                   | Image manquante                                   |
| Monument aux morts | À déterminer  | Le Fleix                            | Rue Henri-de-Navarre                                                 |       | À déterminer | 44° 52′ 31″ nord, 0° 14′ 38″ est | Monument aux morts du Fleix                       |
| Monument aux morts | À déterminer  | Pressignac-Vicq                     | Au bord de la RD 36                                                  |       | À déterminer | 44° 53′ 40″ nord, 0° 43′ 17″ est | Monument aux morts de Pressignac                  |
| Monument aux morts | À déterminer  | Prigonrieux                         | place du Groupe-Loiseau                                              |       | À déterminer | 44° 51′ 18″ nord, 0° 24′ 07″ est | Monument aux morts de Prigonrieux                 |
| Monument aux morts | À déterminer  | Saint-Front-de-Pradoux              | À déterminer                                                         |       | À déterminer | à géolocaliser                   | Monument aux morts                                |
| Monument aux morts | À déterminer  | Saint-Martin-de-Fressengeas         | Grand Rue                                                            |       | À déterminer | 45° 25′ 20″ nord, 0° 50′ 43″ est | Monument aux morts de Saint-Martin-de-Fressengeas |
| Monument aux morts | À déterminer  | Saint-Méard-de-Drône                | En retrait de la RD 710, à côté de la mairie                         |       | À déterminer | 45° 14′ 53″ nord, 0° 25′ 11″ est | Monument aux morts de Saint-Méard-de-Drône        |
| Monument aux morts | À déterminer  | Saint-Michel-de-Double              | Dans la cour de la mairie, au bord de la RD 13                       |       | À déterminer | 45° 04′ 49″ nord, 0° 17′ 22″ est | Monument aux morts de Saint-Michel-de-Double      |
| Monument aux morts | À déterminer  | Saint-Pierre-de-Côle                | Place de la Mairie                                                   |       | À déterminer | 45° 22′ 13″ nord, 0° 47′ 32″ est | Monument aux morts de Saint-Pierre-de-Côle        |
| Monument aux morts | À déterminer  | Siorac-en-Périgord                  | Intersection de la rue des Cèdres et de la rue de la Gare            |       | À déterminer | 44° 49′ 13″ nord, 0° 59′ 14″ est | Monument aux morts de Siorac-en-Périgord          |
| Monument aux morts | À déterminer  | Sireuil (Les Eyzies)                | Au chevet de l'église, entre la rue du Souvenir et la rue du Charron |       | À déterminer | 44° 56′ 25″ nord, 1° 04′ 29″ est | Monument aux morts de Sireuil                     |
| Monument aux morts | À déterminer  | Vieux-Mareuil (Mareuil en Périgord) | Au nord de l'église                                                  |       | À déterminer | 45° 25′ 48″ nord, 0° 29′ 58″ est | Monument aux morts de Vieux-Mareuil               |
| Monument aux morts | À déterminer  | Villefranche-du-Périgord            | Place du foirail                                                     |       | À déterminer | 44° 37′ 46″ nord, 1° 04′ 48″ est | Monument aux morts de Villefranche-du-Périgord    |

## Doubs
Pour un article plus général, voir Liste des monuments aux morts dans le Doubs.
| Œuvre                               | Auteur              | Commune                    | Localisation                                                                       | Notes | Installation | Coordonnées                      | Illustration                        |
| ----------------------------------- | ------------------- | -------------------------- | ---------------------------------------------------------------------------------- | ----- | ------------ | -------------------------------- | ----------------------------------- |
| Monument aux morts                  | À déterminer        | Arc-et-Senans              | À déterminer                                                                       |       | À déterminer | à géolocaliser                   | Image manquante                     |
| Monument aux morts                  | À déterminer        | Arcey                      | À côté de l'église Saint-Privat                                                    |       | À déterminer | à géolocaliser                   | Image manquante                     |
| Monument aux morts                  | À déterminer        | Blamont                    | Intersection de la Rue Jules Ferry et de la Grande Rue                             |       | À déterminer | 47° 23′ 10″ nord, 6° 50′ 55″ est | Monument aux morts de Blamont       |
| Monument aux morts                  | À déterminer        | Cordiron                   | À déterminer                                                                       |       | À déterminer | à géolocaliser                   | Monument aux morts                  |
| Monument aux morts                  | À déterminer        | Courcelles-lès-Montbéliard | À déterminer                                                                       |       | À déterminer | à géolocaliser                   | Image manquante                     |
| Monument aux morts                  | À déterminer        | Dasle                      | À déterminer                                                                       |       | À déterminer | à géolocaliser                   | Image manquante                     |
| Monument aux morts                  | À déterminer        | Goux-les-Usiers            | À déterminer                                                                       |       | À déterminer | à géolocaliser                   | Monument aux morts                  |
| Monument aux morts                  | À déterminer        | Mésandans                  | Sur le parvis de la chapelle                                                       |       | À déterminer | à géolocaliser                   | Monument aux morts                  |
| Monument aux morts                  | À déterminer        | Nods                       | Sur le parvis de l'église Saints-Pierre-et-Paul                                    |       | À déterminer | 47° 05′ 45″ nord, 6° 20′ 19″ est | Monument aux morts de Nods          |
| Monument aux morts                  | Jean-Louis Chorel   | Oye-et-Pallet              | Intersection de la rue de la Fauconnière (RD 437) et de la rue des Écoles (RD 248) |       | 1921         | 46° 51′ 21″ nord, 6° 20′ 10″ est | Monument aux morts d'Oye-et-Pallet  |
| Monument aux morts                  | À déterminer        | Petite-Chaux               | À déterminer                                                                       |       | À déterminer | à géolocaliser                   | Monument aux morts                  |
| Monument aux morts de Pont-de-Roide | Eugène Léon L'Hoëst | Pont-de-Roide-Vermondans   | Dans le parc Georges Peugeot                                                       |       | À déterminer | 47° 22′ 54″ nord, 6° 46′ 26″ est | Monument aux morts de Pont-de-Roide |
| Monument aux morts                  | À déterminer        | Romain                     | À côté de l'église Saint-Jean-l'Évangéliste, dans le cimetière                     |       | À déterminer | à géolocaliser                   | Monument aux morts                  |
| Monument aux morts                  | À déterminer        | Vandoncourt                | À côté du temple de la très Sainte Trinité                                         |       | À déterminer | à géolocaliser                   | Image manquante                     |
| Monument aux morts                  | À déterminer        | Villers-le-Lac             | À déterminer                                                                       |       | À déterminer | à géolocaliser                   | Image manquante                     |

## Drôme
Un coq figure sur 16 monuments aux morts de la Première Guerre mondiale, soit environ 5 % de l'ensemble de ces édifices.
| Œuvre              | Auteur       | Commune               | Localisation | Notes | Installation | Coordonnées    | Illustration    |
| ------------------ | ------------ | --------------------- | ------------ | ----- | ------------ | -------------- | --------------- |
| Monument aux morts | À déterminer | Aix-en-Diois          | À déterminer |       | À déterminer | à géolocaliser | Image manquante |
| Monument aux morts | À déterminer | Aouste-sur-Sye        | À déterminer |       | À déterminer | à géolocaliser | Image manquante |
| Monument aux morts | À déterminer | Arthémonay            | À déterminer |       | À déterminer | à géolocaliser | Image manquante |
| Monument aux morts | À déterminer | Bourdeaux             | À déterminer |       | À déterminer | à géolocaliser | Image manquante |
| Monument aux morts | À déterminer | Chamaret              | À déterminer |       | À déterminer | à géolocaliser | Image manquante |
| Monument aux morts | À déterminer | Charpey               | À déterminer |       | À déterminer | à géolocaliser | Image manquante |
| Monument aux morts | À déterminer | Epinouze              | À déterminer |       | À déterminer | à géolocaliser | Image manquante |
| Monument aux morts | À déterminer | La Bâtie-Rolland      | À déterminer |       | À déterminer | à géolocaliser | Image manquante |
| Monument aux morts | À déterminer | Mollans-sur-Ouvèze    | À déterminer |       | À déterminer | à géolocaliser | Image manquante |
| Monument aux morts | À déterminer | Parnans               | À déterminer |       | À déterminer | à géolocaliser | Image manquante |
| Monument aux morts | À déterminer | Portes-lès-Valence    | À déterminer |       | À déterminer | à géolocaliser | Image manquante |
| Monument aux morts | À déterminer | Rochebaudin           | À déterminer |       | À déterminer | à géolocaliser | Image manquante |
| Monument aux morts | À déterminer | Saint-Avit            | À déterminer |       | À déterminer | à géolocaliser | Image manquante |
| Monument aux morts | À déterminer | Saint-Rambert-d'Albon | À déterminer |       | À déterminer | à géolocaliser | Image manquante |
| Monument aux morts | À déterminer | Saint-Uze             | À déterminer |       | À déterminer | à géolocaliser | Image manquante |
| Monument aux morts | À déterminer | Vassieux-en-Vercors   | À déterminer |       | À déterminer | à géolocaliser | Image manquante |

## Essonne
Pour un article plus général, voir Liste des monuments aux morts de l'Essonne.
| Œuvre                                      | Auteur       | Commune              | Localisation                                                  | Notes | Installation | Coordonnées                      | Illustration                               |
| ------------------------------------------ | ------------ | -------------------- | ------------------------------------------------------------- | ----- | ------------ | -------------------------------- | ------------------------------------------ |
| Monument aux morts                         | À déterminer | Athis-Mons           | Dans le cimetière                                             |       | 1922         | à géolocaliser                   | Image manquante                            |
| Monument aux morts                         | À déterminer | Boutigny-sur-Essonne | Intersection de la rue de Lans et de la rue de Milly (RD 105) |       | À déterminer | à géolocaliser                   | Monument aux morts                         |
| Monument aux morts de Chalo-Saint-Mars (d) | À déterminer | Chalo-Saint-Mars     | À déterminer                                                  |       | À déterminer | à géolocaliser                   | Monument aux morts de Chalo-Saint-Mars (d) |
| Monument aux morts                         | À déterminer | Igny                 | Dans le cimetière                                             |       | À déterminer | à géolocaliser                   | Monument aux morts                         |
| Monument aux morts                         | À déterminer | Limours              | Sur le rond-point de la place Aristide Briand                 |       | À déterminer | 48° 38′ 42″ nord, 2° 04′ 29″ est | Monument aux morts de Limours              |

## Eure
Pour un article plus général, voir Liste des monuments aux morts dans l'Eure.
| Œuvre              | Auteur              | Commune                | Localisation | Notes | Installation | Coordonnées    | Illustration       |
| ------------------ | ------------------- | ---------------------- | ------------ | ----- | ------------ | -------------- | ------------------ |
| Monument aux morts | À déterminer        | Chaise-Dieu-du-Theil   | À déterminer |       | À déterminer | à géolocaliser | Monument aux morts |
| Monument aux morts | Eugène Léon L'Hoëst | Charleval              | À déterminer |       | 1920         | à géolocaliser | Monument aux morts |
| Monument aux morts | À déterminer        | Écouis                 | À déterminer |       | À déterminer | à géolocaliser | Monument aux morts |
| Monument aux morts | À déterminer        | Gravigny               | À déterminer |       | À déterminer | à géolocaliser | Monument aux morts |
| Monument aux morts | À déterminer        | Ivry-la-Bataille       | À déterminer |       | À déterminer | à géolocaliser | Monument aux morts |
| Monument aux morts | À déterminer        | La Croix-Saint-Leufroy | À déterminer |       | À déterminer | à géolocaliser | Image manquante    |
| Monument aux morts | À déterminer        | Le Tronquay            | À déterminer |       | À déterminer | à géolocaliser | Monument aux morts |

## Eure-et-Loir
| Œuvre              | Auteur       | Commune              | Localisation | Notes | Installation | Coordonnées    | Illustration       |
| ------------------ | ------------ | -------------------- | ------------ | ----- | ------------ | -------------- | ------------------ |
| Monument aux morts | À déterminer | Abondant             | À déterminer |       | À déterminer | à géolocaliser | Image manquante    |
| Monument aux morts | À déterminer | Dampierre-sous-Brou  | À déterminer |       | À déterminer | à géolocaliser | Monument aux morts |
| Monument aux morts | À déterminer | Fontaine-les-Ribouts | À déterminer |       | À déterminer | à géolocaliser | Monument aux morts |
| Monument aux morts | À déterminer | Saint-Piat           | À déterminer |       | À déterminer | à géolocaliser | Monument aux morts |
| Monument aux morts | À déterminer | Sorel-Moussel        | À déterminer |       | À déterminer | à géolocaliser | Monument aux morts |
| Monument aux morts | À déterminer | Yermenonville        | À déterminer |       | À déterminer | à géolocaliser | Image manquante    |

## Finistère
| Œuvre              | Auteur       | Commune         | Localisation                               | Notes | Installation | Coordonnées    | Illustration       |
| ------------------ | ------------ | --------------- | ------------------------------------------ | ----- | ------------ | -------------- | ------------------ |
| Monument aux morts | À déterminer | Beuzec-Conq     | À déterminer                               |       | À déterminer | à géolocaliser | Monument aux morts |
| Monument aux morts | À déterminer | Clohars-Carnoët | À côté de l'église Notre-Dame-de-Tro-Gwall |       | À déterminer | à géolocaliser | Monument aux morts |
| Monument aux morts | À déterminer | Sizun           | À déterminer                               |       | À déterminer | à géolocaliser | Monument aux morts |

## Gard
| Œuvre              | Auteur       | Commune      | Localisation                                                             | Notes | Installation | Coordonnées                      | Illustration       |
| ------------------ | ------------ | ------------ | ------------------------------------------------------------------------ | ----- | ------------ | -------------------------------- | ------------------ |
| Monument aux morts | À déterminer | Aigues-Vives | À déterminer                                                             |       | À déterminer | à géolocaliser                   | Image manquante    |
| Monument aux morts | À déterminer | Anduze       | À déterminer                                                             |       | À déterminer | à géolocaliser                   | Image manquante    |
| Monument aux morts | À déterminer | Portes       | À déterminer                                                             |       | À déterminer | à géolocaliser                   | Image manquante    |
| Monument aux morts | À déterminer | Uzès         | Square à l'angle de l'avenue de la Libération et du boulevard des Alliés |       | À déterminer | 44° 00′ 42″ nord, 4° 25′ 02″ est | Monument aux morts |

## Gers
Pour un article plus général, voir Liste des monuments aux morts dans le Gers.
| Œuvre              | Auteur       | Commune                | Localisation                                         | Notes | Installation | Coordonnées                      | Illustration                       |
| ------------------ | ------------ | ---------------------- | ---------------------------------------------------- | ----- | ------------ | -------------------------------- | ---------------------------------- |
| Monument aux morts | À déterminer | Aurimont               | En face de l'église Saint-Loup, au bord de la RD 217 |       | À déterminer | à géolocaliser                   | Monument aux morts                 |
| Monument aux morts | À déterminer | Caupenne-d'Armagnac    | À déterminer                                         |       | À déterminer | à géolocaliser                   | Monument aux morts                 |
| Monument aux morts | À déterminer | Lannux                 | À déterminer                                         |       | À déterminer | à géolocaliser                   | Monument aux morts                 |
| Monument aux morts | À déterminer | Larressingle           | À déterminer                                         |       | À déterminer | 0° 18′ 37″ nord, 43° 56′ 39″ est | Monument aux morts de Larressingle |
| Monument aux morts | À déterminer | Mauvezin               | À déterminer                                         |       | À déterminer | à géolocaliser                   | Monument aux morts                 |
| Monument aux morts | À déterminer | Saint-Germé            | À déterminer                                         |       | À déterminer | à géolocaliser                   | Monument aux morts                 |
| Monument aux morts | À déterminer | Saint-Sauvy            | À déterminer                                         |       | À déterminer | à géolocaliser                   | Monument aux morts                 |
| Monument aux morts | À déterminer | Villefranche-d'Astarac | À déterminer                                         |       | À déterminer | à géolocaliser                   | Monument aux morts                 |

## Gironde
Pour un article plus général, voir Liste des monuments aux morts en Gironde.
| Œuvre              | Auteur              | Commune                  | Localisation                                                  | Notes                            | Installation | Coordonnées                        | Illustration |
| ------------------ | ------------------- | ------------------------ | ------------------------------------------------------------- | -------------------------------- | ------------ | ---------------------------------- | --- |
| Monument aux morts | Jean-Georges Achard | Abzac                    | À côté de l'église Saint-Pierre                               |                                  | À déterminer | à géolocaliser                     | Monument aux morts |
| Monument aux morts | À déterminer        | Aillas                   | Au chevet de l'église Notre-Dame                              |                                  | À déterminer | à géolocaliser                     | Monument aux morts |
| Monument aux morts | Jean-Georges Achard | Ambarès-et-Lagrave       | Devant la mairie                                              |                                  | À déterminer | à géolocaliser                     | Monument aux morts |
| Monument aux morts | À déterminer        | Arès                     | À déterminer                                                  |                                  | À déterminer | à géolocaliser                     | Monument aux morts |
| Monument aux morts | À déterminer        | Barsac                   | Sur la place Franck Chassaigne                                |                                  | À déterminer | à géolocaliser                     | Monument aux morts |
| Monument aux morts | À déterminer        | Beautiran                | À déterminer                                                  |                                  | À déterminer | à géolocaliser                     | Monument aux morts |
| Monument aux morts | À déterminer        | Cadillac-en-Fronsadais   | Sur la parvis de l'église Saint-Georges                       |                                  | À déterminer | à géolocaliser                     | Monument aux morts |
| Monument aux morts | À déterminer        | Canéjan                  | À déterminer                                                  |                                  | À déterminer | à géolocaliser                     | Monument aux morts« Monument à Canéjan \| Les monuments aux morts », sur monumentsmorts.univ-lille.fr (consulté le 25 janvier 2022) |
| Monument aux morts | À déterminer        | Cenon                    | À déterminer                                                  |                                  | À déterminer | à géolocaliser                     | Monument aux morts |
| Monument aux morts | À déterminer        | Civrac-en-Médoc          | À côté de l'église Saint-Pierre                               |                                  | À déterminer | à géolocaliser                     | Monument aux morts |
| Monument aux morts | À déterminer        | Gaillan-en-Médoc         | À déterminer                                                  |                                  | À déterminer | à géolocaliser                     | Monument aux morts |
| Monument aux morts | À déterminer        | Guîtres                  | À déterminer                                                  |                                  | À déterminer | à géolocaliser                     | Monument aux morts |
| Monument aux morts | À déterminer        | Jau-Dignac-et-Loirac     | À déterminer                                                  |                                  | À déterminer | à géolocaliser                     | Monument aux morts |
| Monument aux morts | À déterminer        | Jugazan                  | À déterminer                                                  |                                  | À déterminer | à géolocaliser                     | Monument aux morts |
| Monument aux morts | À déterminer        | La Brède                 | À déterminer                                                  |                                  | À déterminer | à géolocaliser                     | Monument aux morts |
| Monument aux morts | À déterminer        | Ladaux                   | À déterminer                                                  |                                  | À déterminer | à géolocaliser                     | Monument aux morts |
| Monument aux morts | À déterminer        | Landiras                 | À déterminer                                                  |                                  | À déterminer | à géolocaliser                     | Monument aux morts |
| Monument aux morts | À déterminer        | Le Puy                   | À déterminer                                                  |                                  | À déterminer | à géolocaliser                     | Monument aux morts |
| Monument aux morts | À déterminer        | Massugas                 | À déterminer                                                  |                                  | À déterminer | à géolocaliser                     | Monument aux morts |
| Monument aux morts | À déterminer        | Mauriac                  | À déterminer                                                  |                                  | À déterminer | à géolocaliser                     | Monument aux morts |
| Monument aux morts | À déterminer        | Mazères                  | À déterminer                                                  |                                  | À déterminer | à géolocaliser                     | Monument aux morts |
| Monument aux morts | À déterminer        | Morizès                  | À déterminer                                                  |                                  | À déterminer | à géolocaliser                     | Monument aux morts |
| Monument aux morts | À déterminer        | Moulis-en-Médoc          | À déterminer                                                  |                                  | À déterminer | à géolocaliser                     | Monument aux morts |
| Monument aux morts | Gaston Schnegg      | Quinsac                  | Sur la place Aristide Briand, à côté de l'église Saint Pierre | Érigé en 1920 dans le cimetière. | 2000         | 44° 45′ 18″ nord, 0° 29′ 17″ ouest | Image manquante |
| Monument aux morts | À déterminer        | Saint-Julien-Beychevelle | À déterminer                                                  |                                  | À déterminer | à géolocaliser                     | Monument aux morts |
| Monument aux morts | À déterminer        | Saint-Léger-de-Balson    | À côté de l'église Saint-Léger                                |                                  | À déterminer | à géolocaliser                     | Monument aux morts |
| Monument aux morts | J. Lecourtier       | Sainte-Croix-du-Mont     | À déterminer                                                  |                                  | À déterminer | à géolocaliser                     | Monument aux mortsLe monument aux morts de Sainte-Croix-du-Mont sur Patrimoine de France                                            |
| Monument aux morts | E. Raoul            | Samonac                  | À déterminer                                                  |                                  | À déterminer | à géolocaliser                     | Monument aux morts |

## Guadeloupe
| Œuvre              | Auteur                | Commune     | Localisation                   | Notes                                                      | Installation | Coordonnées                         | Illustration                      |
| ------------------ | --------------------- | ----------- | ------------------------------ | ---------------------------------------------------------- | ------------ | ----------------------------------- | --------------------------------- |
| Monument aux morts | Hippolyte Marius Galy | Basse-Terre | Sur la place du Champ d'Arbaud | Inscrit MH (2018). Également appelé La Nation Victorieuse. | 1924         | 15° 59′ 41″ nord, 61° 43′ 34″ ouest | Monument aux morts de Basse-Terre |

## Guyane
| Œuvre               | Auteur       | Commune | Localisation        | Notes | Installation | Coordonnées    | Illustration        |
| ------------------- | ------------ | ------- | ------------------- | ----- | ------------ | -------------- | ------------------- |
| Monuments aux morts | À déterminer | Cayenne | Sur la place du Coq |       | 1920         | à géolocaliser | Monuments aux morts |

## Haute-Corse
| Œuvre              | Auteur       | Commune | Localisation | Notes | Installation | Coordonnées    | Illustration    |
| ------------------ | ------------ | ------- | ------------ | ----- | ------------ | -------------- | --------------- |
| Monument aux morts | À déterminer | Cassano | À déterminer |       | À déterminer | à géolocaliser | Image manquante |

## Haute-Garonne
| Œuvre              | Auteur              | Commune               | Localisation                                          | Notes | Installation | Coordonnées    | Illustration                                                                                      |
| ------------------ | ------------------- | --------------------- | ----------------------------------------------------- | ----- | ------------ | -------------- | ------------------------------------------------------------------------------------------------- |
| Monument aux morts | À déterminer        | Aucamville            | À déterminer                                          |       | À déterminer | à géolocaliser | Monument aux morts                                                                                |
| Monument aux morts | À déterminer        | Bessières             | À déterminer                                          |       | À déterminer | à géolocaliser | Monument aux morts                                                                                |
| Monument aux morts | À déterminer        | Colomiers             | À côté de l'église Sainte-Radegonde                   |       | À déterminer | à géolocaliser | Monument aux morts                                                                                |
| Monument aux morts | À déterminer        | Daux                  | À déterminer                                          |       | À déterminer | à géolocaliser | Monument aux morts                                                                                |
| Monument aux morts | À déterminer        | Drémil-Lafage         | À déterminer                                          |       | À déterminer | à géolocaliser | Monument aux morts                                                                                |
| Monument aux morts | À déterminer        | Fronton               | À déterminer                                          |       | À déterminer | à géolocaliser | Monument aux morts                                                                                |
| Monument aux morts | À déterminer        | Gibel                 | À déterminer                                          |       | À déterminer | à géolocaliser | Monument aux morts                                                                                |
| Monument aux morts | À déterminer        | L'Union               | À déterminer                                          |       | À déterminer | à géolocaliser | Monument aux morts                                                                                |
| Monument aux morts | À déterminer        | Latoue                | À déterminer                                          |       | À déterminer | à géolocaliser | Monument aux morts                                                                                |
| Monument aux morts | Carlo Sarrabezolles | Martres-Tolosane      | Sur la place Henri-Dulion, devant la halle aux grains |       | 1921         | à géolocaliser | Monument aux morts« Monument aux morts de 1914-1918 à Martres-Tolosane », sur À nos grands hommes |
| Monument aux morts | À déterminer        | Merville              | À déterminer                                          |       | À déterminer | à géolocaliser | Monument aux morts                                                                                |
| Monument aux morts | À déterminer        | Nailloux              | À déterminer                                          |       | À déterminer | à géolocaliser | Monument aux morts                                                                                |
| Monument aux morts | À déterminer        | Pechbonnieu           | À déterminer                                          |       | À déterminer | à géolocaliser | Monument aux morts                                                                                |
| Monument aux morts | À déterminer        | Saint-Geniès-Bellevue | À déterminer                                          |       | À déterminer | à géolocaliser | Monument aux morts                                                                                |
| Monument aux morts | À déterminer        | Vacquiers             | À déterminer                                          |       | À déterminer | à géolocaliser | Monument aux morts                                                                                |
| Monument aux morts | À déterminer        | Vernet                | À déterminer                                          |       | À déterminer | à géolocaliser | Monument aux morts                                                                                |

## Haute-Marne
| Œuvre              | Auteur       | Commune          | Localisation | Notes | Installation | Coordonnées    | Illustration       |
| ------------------ | ------------ | ---------------- | ------------ | ----- | ------------ | -------------- | ------------------ |
| Monument aux morts | À déterminer | Ageville         | À déterminer |       | À déterminer | à géolocaliser | Image manquante    |
| Monument aux morts | À déterminer | Bricon           | À déterminer |       | À déterminer | à géolocaliser | Monument aux morts |
| Monument aux morts | À déterminer | Cirey-sur-Blaise | À déterminer |       | À déterminer | à géolocaliser | Monument aux morts |
| Monument aux morts | À déterminer | Laferté-sur-Aube | À déterminer |       | À déterminer | à géolocaliser | Image manquante    |
| Monument aux morts | À déterminer | Marbéville       | À déterminer |       | À déterminer | à géolocaliser | Monument aux morts |
| Monument aux morts | À déterminer | Villiers-le-Sec  | À déterminer |       | À déterminer | à géolocaliser | Monument aux morts |

## Haute-Saône
| Œuvre              | Auteur             | Commune              | Localisation | Notes | Installation | Coordonnées    | Illustration       |
| ------------------ | ------------------ | -------------------- | ------------ | ----- | ------------ | -------------- | ------------------ |
| Monument aux morts | À déterminer       | Belmont              | À déterminer |       | À déterminer | à géolocaliser | Monument aux morts |
| Monument aux morts | Prosper Lecourtier | Bouhans-et-Feurg     | À déterminer |       | À déterminer | à géolocaliser | Image manquante    |
| Monument aux morts | À déterminer       | Chenevrey-et-Morogne | À déterminer |       | À déterminer | à géolocaliser | Monument aux morts |
| Monument aux morts | À déterminer       | Coisevaux            | À déterminer |       | À déterminer | à géolocaliser | Monument aux morts |
| Monument aux morts | À déterminer       | Corcelles            | À déterminer |       | À déterminer | à géolocaliser | Monument aux morts |
| Monument aux morts | À déterminer       | Gouhenans            | À déterminer |       | À déterminer | à géolocaliser | Monument aux morts |
| Monument aux morts | À déterminer       | Gray                 | À déterminer |       | À déterminer | à géolocaliser | Monument aux morts |
| Monument aux morts | À déterminer       | Nantilly             | À déterminer |       | À déterminer | à géolocaliser | Monument aux morts |
| Monument aux morts | À déterminer       | Oyrières             | À déterminer |       | À déterminer | à géolocaliser | Monument aux morts |
| Monument aux morts | À déterminer       | Venère               | À déterminer |       | À déterminer | à géolocaliser | Monument aux morts |
| Monument aux morts | À déterminer       | Venisey              | À déterminer |       | À déterminer | à géolocaliser | Monument aux morts |
| Monument aux morts | À déterminer       | Vyans-le-Val         | À déterminer |       | À déterminer | à géolocaliser | Monument aux morts |

## Haute-Vienne
| Œuvre              | Auteur          | Commune          | Localisation                                    | Notes                                 | Installation | Coordonnées                      | Illustration                                                                                      |
| ------------------ | --------------- | ---------------- | ----------------------------------------------- | ------------------------------------- | ------------ | -------------------------------- | ------------------------------------------------------------------------------------------------- |
| Monument aux morts | À déterminer    | Aixe-sur-Vienne  | À déterminer                                    |                                       | À déterminer | à géolocaliser                   | Image manquante                                                                                   |
| Monument aux morts | Jules Pollacchi | Coussac-Bonneval | Avenue du 11 novembre 1918                      |                                       | À déterminer | à géolocaliser                   | Monument aux morts« Monument aux morts de 1914-1918 à Coussac-Bonneval », sur À nos grands hommes |
| Monument aux morts | À déterminer    | Glandon          | Angle rue du 19-Mars-1962 et RD 18              |                                       | À déterminer | 45° 28′ 42″ nord, 1° 13′ 35″ est | Monument aux morts                                                                                |
| Monument aux morts | À déterminer    | Nexon            | Jardin public des Garennes, devant le cimetière | Érigé[Quand ?] sur le champ de foire. | 1950         | à géolocaliser                   | Image manquante                                                                                   |

## Hautes-Alpes
| Œuvre              | Auteur       | Commune              | Localisation | Notes | Installation | Coordonnées    | Illustration       |
| ------------------ | ------------ | -------------------- | ------------ | ----- | ------------ | -------------- | ------------------ |
| Monument aux morts | À déterminer | La Roche-des-Arnauds | À déterminer |       | À déterminer | à géolocaliser | Monument aux morts |

## Hautes-Pyrénées
Pour un article plus général, voir Liste des monuments aux morts des Hautes-Pyrénées.
| Œuvre              | Auteur         | Commune             | Localisation                                           | Notes | Installation | Coordonnées                      | Illustration       |
| ------------------ | -------------- | ------------------- | ------------------------------------------------------ | ----- | ------------ | -------------------------------- | ------------------ |
| Monument aux morts | Non connu      | Arreau              | Derrière l'église                                      |       | À déterminer | 42° 54′ 15″ nord, 0° 21′ 40″ est | Monument aux morts |
| Monument aux morts | Gauderic Gardy | Bagnères-de-Bigorre | À côté du parc des Vignaux.                            |       | À déterminer | 43° 04′ 01″ nord, 0° 08′ 55″ est | Monument aux morts |
| Monument aux morts | Non connu      | Bernac-Dessus       | À côté de l'église Saint-Étienne                       |       | À déterminer | 43° 09′ 40″ nord, 0° 06′ 42″ est | Monument aux morts |
| Monument aux morts | Non connu      | Betpouey            | Dans le cimetière communal de l'église Saint-Sébastien |       | À déterminer | 42° 52′ 55″ nord, 0° 02′ 02″ est | Monument aux morts |
| Monument aux morts | Non connu      | Capvern             | Place de la mairie                                     |       | À déterminer | 43° 06′ 08″ nord, 0° 18′ 59″ est | Monument aux morts |
| Monument aux morts | Non connu      | Saléchan            | À côté de la chapelle Saint-Julien                     |       | À déterminer | 42° 57′ 20″ nord, 0° 38′ 03″ est | Monument aux morts |

## Hérault
| Œuvre              | Auteur       | Commune   | Localisation                                   | Notes | Installation | Coordonnées    | Illustration       |
| ------------------ | ------------ | --------- | ---------------------------------------------- | ----- | ------------ | -------------- | ------------------ |
| Monument aux morts | À déterminer | Abeilhan  | Sur la place Maréchal Foch, à côté de l'église |       | À déterminer | à géolocaliser | Monument aux morts |
| Monument aux morts | À déterminer | Bédarieux | À déterminer                                   |       | À déterminer | à géolocaliser | Monument aux morts |
| Monument aux morts | À déterminer | Ceyras    | À déterminer                                   |       | À déterminer | à géolocaliser | Monument aux morts |

## Ille-et-Vilaine
Pour un article plus général, voir Liste des monuments aux morts en Ille-et-Vilaine.
| Œuvre                                         | Auteur                           | Commune               | Localisation      | Notes | Installation | Coordonnées                        | Illustration                                                                             |
| --------------------------------------------- | -------------------------------- | --------------------- | ----------------- | ----- | ------------ | ---------------------------------- | ---------------------------------------------------------------------------------------- |
| Monument aux morts                            | Copie d'après Prosper Lecourtier | Antrain               | Dans le cimetière |       | À déterminer | à géolocaliser                     | Monument aux morts« Monument aux morts de 1914-1918 à Antrain », sur À nos grands hommes |
| Coq chantant la Victoire (monument aux morts) | Copie d'après Prosper Lecourtier | Janzé                 | Champ de foire    |       | À déterminer | 47° 57′ 28″ nord, 1° 29′ 52″ ouest | Monument aux morts de Janzé                                                              |
| Monument aux morts                            | Albert Bourget                   | Montauban-de-Bretagne | À déterminer      |       | 1924         | 48° 11′ 58″ nord, 2° 02′ 56″ ouest | Monument aux morts de Montauban-de-Bretagne                                              |

## Indre
| Œuvre              | Auteur       | Commune      | Localisation | Notes | Installation | Coordonnées    | Illustration       |
| ------------------ | ------------ | ------------ | ------------ | ----- | ------------ | -------------- | ------------------ |
| Monument aux morts | À déterminer | Brion        | À déterminer |       | À déterminer | à géolocaliser | Monument aux morts |
| Monument aux morts | À déterminer | Saint-Marcel | À déterminer |       | À déterminer | à géolocaliser | Image manquante    |

## Indre-et-Loire
| Œuvre              | Auteur                                                                                           | Commune                      | Localisation                  | Notes                                                                       | Installation                  | Coordonnées                      | Illustration       |
| ------------------ | ------------------------------------------------------------------------------------------------ | ---------------------------- | ----------------------------- | --------------------------------------------------------------------------- | ----------------------------- | -------------------------------- | ------------------ |
| Monument aux morts | G. Archambaud, architecte,Georges Delpériersculpteur, G. Jaillais, entrepreneur et Gourdon       | Chinon                       | Place Jeanne d'Arc            | Chinon à ses soldats de la Grande guerre à ses enfants morts pour la France | Inauguration 11 novembre 1923 | 47° 09′ 54″ nord, 0° 14′ 43″ est | Monument aux morts |
| Monument aux morts | M. Gourdon, entrepreneur de marbrerie à Paris, effectue les travaux en 1924 Notice no IA37000190 | Neuvy-le-Roi                 | 6 Place du Mail               | Neuvy-le-Roi à ses Héroïques enfants morts pour la France 1914-1918         | Inauguration 5 juillet 1925   | 47° 36′ 12″ nord, 0° 35′ 37″ est | Monument aux morts |
| Monument aux morts | Narcisse Bordeaux sculpteur                                                                      | Pouzay                       | Église Notre-Dame de Pouzay   | Pouzay à ses enfants morts pour la France 1914-1918                         |                               | 47° 04′ 55″ nord, 0° 31′ 58″ est | Monument aux morts |
| Monument aux morts | Georges Delpérier Sculpteur                                                                      | Sainte-Catherine-de-Fierbois | Place des anciens combattants | Gloire à nos Morts                                                          | Inauguration 1922             | 47° 09′ 25″ nord, 0° 39′ 21″ est | Monument aux morts |

## Isère
| Œuvre              | Auteur       | Commune             | Localisation | Notes | Installation | Coordonnées    | Illustration       |
| ------------------ | ------------ | ------------------- | ------------ | ----- | ------------ | -------------- | ------------------ |
| Monument aux morts | À déterminer | La Côte-Saint-André | À déterminer |       | À déterminer | à géolocaliser | Monument aux morts |
| Monument aux morts | À déterminer | Villard-de-Lans     | À déterminer |       | À déterminer | à géolocaliser | Monument aux morts |

## Jura
Pour un article plus général, voir Liste des monuments aux morts dans le Jura.
| Œuvre              | Auteur           | Commune     | Localisation                                                      | Notes                                                                                        | Installation | Coordonnées                      | Illustration                    |
| ------------------ | ---------------- | ----------- | ----------------------------------------------------------------- | -------------------------------------------------------------------------------------------- | ------------ | -------------------------------- | ------------------------------- |
| Monument aux morts | Pascal Bejeannin | Champagnole | Rue Progin, près du parc Bellefrise                               | L'original de 1922 réalisé par Prosper Lecourtier est volé dans la nuit du 7 au 8 juin 2014. | 2014         | 46° 44′ 22″ nord, 5° 54′ 52″ est | Image manquante                 |
| Monument aux morts | À déterminer     | Évans       | À déterminer                                                      |                                                                                              | À déterminer | à géolocaliser                   | Monument aux morts              |
| Monument aux morts | À déterminer     | La Pesse    | Sur la place de l'Église                                          |                                                                                              | À déterminer | 46° 17′ 09″ nord, 5° 50′ 52″ est | Monument aux morts de La Pesse  |
| Monument aux morts | À déterminer     | Montmorot   | Sur la place de la Mairie, au bord de la rue Jean Jaurès (RD 351) |                                                                                              | À déterminer | 46° 40′ 37″ nord, 5° 31′ 49″ est | Monument aux morts de Montmorot |
| Monument aux morts | À déterminer     | Orgelet     | À déterminer                                                      |                                                                                              | À déterminer | à géolocaliser                   | Monument aux morts              |
| Monument aux morts | À déterminer     | Ougney      | Intersection de la rue de l'Église et de la rue du Barboux        |                                                                                              | À déterminer | 47° 14′ 24″ nord, 5° 40′ 02″ est | Monument aux morts d'Ougney     |
| Monument aux morts | À déterminer     | Viry        | À déterminer                                                      |                                                                                              | À déterminer | à géolocaliser                   | Monument aux morts              |

## Landes
Pour un article plus général, voir Liste des monuments aux morts dans les Landes.
| Œuvre              | Auteur       | Commune            | Localisation                                | Notes | Installation | Coordonnées    | Illustration       |
| ------------------ | ------------ | ------------------ | ------------------------------------------- | ----- | ------------ | -------------- | ------------------ |
| Monument aux morts | À déterminer | Arboucave          | À déterminer                                |       | À déterminer | à géolocaliser | Image manquante    |
| Monument aux morts | À déterminer | Belhade            | À côté de l'église Saint-Vincent-de-Xaintes |       | À déterminer | à géolocaliser | Monument aux morts |
| Monument aux morts | À déterminer | Boos               | À côté de l'église Saint-Pierre             |       | À déterminer | à géolocaliser | Monument aux morts |
| Monument aux morts | À déterminer | Meilhan            | À déterminer                                |       | À déterminer | à géolocaliser | Monument aux morts |
| Monument aux morts | À déterminer | Parentis-en-Born   | Intersection de la RD 140 et de la RD 652   |       | À déterminer | à géolocaliser | Monument aux morts |
| Monument aux morts | À déterminer | Pontenx-les-Forges | À déterminer                                |       | À déterminer | à géolocaliser | Image manquante    |
| Monument aux morts | À déterminer | Saint-Avit         | À côté de l'église Saint-Avit               |       | À déterminer | à géolocaliser | Monument aux morts |
| Monument aux morts | À déterminer | Saint-Pandelon     | À déterminer                                |       | À déterminer | à géolocaliser | Monument aux morts |
| Monument aux morts | À déterminer | Vielle-Tursan      | À côté de l'église Saint-Jean-Baptiste      |       | À déterminer | à géolocaliser | Monument aux morts |

## Loir-et-Cher
Pour un article plus général, voir Liste des monuments aux morts en Loir-et-Cher.
| Œuvre              | Auteur        | Commune            | Localisation      | Notes | Installation | Coordonnées    | Illustration       |
| ------------------ | ------------- | ------------------ | ----------------- | ----- | ------------ | -------------- | ------------------ |
| Monument aux morts | À déterminer  | Châteauvieux       | Dans le cimetière |       | À déterminer | à géolocaliser | Image manquante    |
| Monument aux morts | À déterminer  | Chaumont-sur-Loire | Dans le cimetière |       | 1923         | à géolocaliser | Image manquante    |
| Monument aux morts | À déterminer  | Millançay          | À déterminer      |       | À déterminer | à géolocaliser | Monument aux morts |
| Monument aux morts | À déterminer  | Onzain             | À déterminer      |       | À déterminer | à géolocaliser | Monument aux morts |
| Monument aux morts | À déterminer  | Pontlevoy          | À déterminer      |       | À déterminer | à géolocaliser | Image manquante    |
| Monument aux morts | Fernand Hamar | Vendôme            | Dans le cimetière |       | À déterminer | à géolocaliser | Image manquante    |

## Loire
| Œuvre                                         | Auteur             | Commune                | Localisation                  | Notes | Installation | Coordonnées    | Illustration                                                                                  |
| --------------------------------------------- | ------------------ | ---------------------- | ----------------------------- | ----- | ------------ | -------------- | --------------------------------------------------------------------------------------------- |
| Monument aux morts                            | À déterminer       | Apinac                 | À déterminer                  |       | À déterminer | à géolocaliser | Image manquante                                                                               |
| Monument aux morts                            | À déterminer       | Saint-Héand            | À déterminer                  |       | À déterminer | à géolocaliser | Monument aux morts                                                                            |
| Coq chantant la Victoire (monument aux morts) | Prosper Lecourtier | Saint-Étienne          | Dans le square Jovin-Bouchard |       | 1919         | à géolocaliser | Coq chantant la Victoire (monument aux morts)« Coq à Saint-Étienne », sur À nos grands hommes |
| Monument aux morts                            | À déterminer       | Saint-Martin-la-Plaine | À déterminer                  |       | À déterminer | à géolocaliser | Monument aux morts                                                                            |

## Loiret
Pour un article plus général, voir Liste des monuments aux morts dans le Loiret.
| Œuvre              | Auteur       | Commune              | Localisation       | Notes | Installation | Coordonnées    | Illustration       |
| ------------------ | ------------ | -------------------- | ------------------ | ----- | ------------ | -------------- | ------------------ |
| Monument aux morts | À déterminer | Aillant-sur-Milleron | À côté de l'église |       | À déterminer | à géolocaliser | Monument aux morts |
| Monument aux morts | À déterminer | Chantecoq            | Devant la mairie   |       | À déterminer | à géolocaliser | Monument aux morts |
| Monument aux morts | À déterminer | Courcy-aux-Loges     | À déterminer       |       | À déterminer | à géolocaliser | Monument aux morts |
| Monument aux morts | À déterminer | Nargis               | À déterminer       |       | À déterminer | à géolocaliser | Monument aux morts |
| Monument aux morts | À déterminer | Sceaux-du-Gâtinais   | À déterminer       |       | À déterminer | à géolocaliser | Image manquante    |
| Monument aux morts | À déterminer | Sermaises            | À déterminer       |       | À déterminer | à géolocaliser | Image manquante    |

## Lot
| Œuvre              | Auteur       | Commune | Localisation | Notes | Installation | Coordonnées    | Illustration       |
| ------------------ | ------------ | ------- | ------------ | ----- | ------------ | -------------- | ------------------ |
| Monument aux morts | À déterminer | Cambes  | À déterminer |       | À déterminer | à géolocaliser | Monument aux morts |

## Lot-et-Garonne
Pour un article plus général, voir Liste des monuments aux morts en Lot-et-Garonne.
| Œuvre              | Auteur        | Commune                 | Localisation                                                                      | Notes              | Installation | Coordonnées                      | Illustration                                |
| ------------------ | ------------- | ----------------------- | --------------------------------------------------------------------------------- | ------------------ | ------------ | -------------------------------- | ------------------------------------------- |
| Monument aux morts | Paul Lagueins | Couthures-sur-Garonne   | Intersection de la rue des Tilleuls et de la rue de la Poste, à côté de la mairie | Inscrit MH (2014). | À déterminer | 44° 30′ 49″ nord, 0° 04′ 41″ est | Monument aux morts de Couthures-sur-Garonne |
| Monument aux morts | À déterminer  | Granges-sur-Lot         | Sur la place Papon-Lagrave, en face de la Poste                                   |                    | À déterminer | à géolocaliser                   | Monument aux morts                          |
| Monument aux morts | À déterminer  | Moustier                | À déterminer                                                                      |                    | À déterminer | 44° 38′ 10″ nord, 0° 18′ 00″ est | Monument aux morts de Moustier              |
| Monument aux morts | À déterminer  | Romestaing              | À déterminer                                                                      |                    | À déterminer | à géolocaliser                   | Monument aux morts                          |
| Monument aux morts | À déterminer  | Sainte-Colombe-de-Duras | À déterminer                                                                      |                    | À déterminer | à géolocaliser                   | Monument aux morts                          |
| Monument aux morts | À déterminer  | Sauméjan                | À déterminer                                                                      |                    | À déterminer | à géolocaliser                   | Monument aux morts                          |

## Maine-et-Loire
| Œuvre              | Auteur                                                                          | Commune | Localisation                                            | Notes | Installation                  | Coordonnées                        | Illustration       |
| ------------------ | ------------------------------------------------------------------------------- | ------- | ------------------------------------------------------- | --- | ----------------------------- | ---------------------------------- | ------------------ |
| Monument aux morts | M. Grandet Sculpteur d'après maquette de M. Charles Richefeu conseiller général | Gennes  | Dans les jardins de la mairie, sur la place de l'Étoile | Hommage de la ville de Gennes (Monument déplacé de la place vers les jardins de la Mairie en raison du trafic croissant) | Inauguration 28 novembre 1920 | 47° 20′ 27″ nord, 0° 13′ 57″ ouest | Monument aux morts |

## Manche
Pour un article plus général, voir Liste des monuments aux morts dans la Manche.
| Œuvre              | Auteur        | Commune                      | Localisation                            | Notes | Installation | Coordonnées                        | Illustration                                                                             |
| ------------------ | ------------- | ---------------------------- | --------------------------------------- | ----- | ------------ | ---------------------------------- | ---------------------------------------------------------------------------------------- |
| Monument aux morts | À déterminer  | Cerisy-la-Forêt              | Sur la place du marché                  |       | À déterminer | à géolocaliser                     | Image manquante                                                                          |
| Monument aux morts | Charles Tardy | Gavray                       | Sur la place des Tilleuls               |       | 1922         | 48° 54′ 32″ nord, 1° 20′ 58″ ouest | Image manquante                                                                          |
| Monument aux morts | À déterminer  | Le Teilleul                  | Sur le parvis de l'église Saint-Patrice |       | À déterminer | à géolocaliser                     | Monument aux morts« Monument aux morts du Teilleul », sur Wikimanche                     |
| Monument aux morts | À déterminer  | Saint-Georges-Montcocq       | Dans le cimetière                       |       | À déterminer | à géolocaliser                     | Monument aux morts« Monument aux morts de Saint-Georges-Montcocq », sur Wikimanche       |
| Monument aux morts | À déterminer  | Saint-Nicolas-près-Granville | Dans le cimetière                       |       | À déterminer | à géolocaliser                     | Monument aux morts« Monument aux morts de Saint-Nicolas-près-Granville », sur Wikimanche |
| Monument aux morts | À déterminer  | Saint-Vaast-la-Hougue        | Sur la place du général Leclerc         |       | À déterminer | à géolocaliser                     | Monument aux morts« Monument aux morts de Saint-Vaast-la-Hougue », sur Wikimanche        |

## Marne
| Œuvre              | Auteur       | Commune            | Localisation | Notes | Installation | Coordonnées    | Illustration       |
| ------------------ | ------------ | ------------------ | ------------ | ----- | ------------ | -------------- | ------------------ |
| Monument aux morts | À déterminer | Anglure            | À déterminer |       | À déterminer | à géolocaliser | Image manquante    |
| Monument aux morts | À déterminer | Beine-Nauroy       | À déterminer |       | À déterminer | à géolocaliser | Monument aux morts |
| Monument aux morts | À déterminer | Bisseuil           | À déterminer |       | À déterminer | à géolocaliser | Monument aux morts |
| Monument aux morts | À déterminer | Blacy              | À déterminer |       | À déterminer | à géolocaliser | Monument aux morts |
| Monument aux morts | À déterminer | Champillon         | À déterminer |       | À déterminer | à géolocaliser | Monument aux morts |
| Monument aux morts | À déterminer | Cheppes-la-Prairie | À déterminer |       | À déterminer | à géolocaliser | Monument aux morts |
| Monument aux morts | À déterminer | Chigny-les-Roses   | À déterminer |       | À déterminer | à géolocaliser | Monument aux morts |
| Monument aux morts | À déterminer | Chouilly           | À déterminer |       | À déterminer | à géolocaliser | Monument aux morts |
| Monument aux morts | À déterminer | Connantre          | À déterminer |       | À déterminer | à géolocaliser | Monument aux morts |
| Monument aux morts | À déterminer | Huiron             | À déterminer |       | À déterminer | à géolocaliser | Monument aux morts |
| Monument aux morts | À déterminer | Loivre             | À déterminer |       | À déterminer | à géolocaliser | Monument aux morts |
| Monument aux morts | À déterminer | Mardeuil           | À déterminer |       | À déterminer | à géolocaliser | Monument aux morts |
| Monument aux morts | À déterminer | Monthelon          | À déterminer |       | À déterminer | à géolocaliser | Monument aux morts |
| Monument aux morts | À déterminer | Sermiers           | À déterminer |       | À déterminer | à géolocaliser | Monument aux morts |
| Monument aux morts | À déterminer | Villers-Allerand   | À déterminer |       | À déterminer | à géolocaliser | Monument aux morts |
| Monument aux morts | À déterminer | Vitry-le-François  | À déterminer |       | À déterminer | à géolocaliser | Monument aux morts |

## Mayenne
| Œuvre              | Auteur       | Commune        | Localisation | Notes | Installation | Coordonnées    | Illustration                                                                                 |
| ------------------ | ------------ | -------------- | ------------ | ----- | ------------ | -------------- | -------------------------------------------------------------------------------------------- |
| Monument aux morts | À déterminer | Sainte-Suzanne | À déterminer |       | À déterminer | à géolocaliser | Monument aux morts« Monument aux morts 1914-1918 à Sainte-Suzanne », sur À nos grands hommes |

## Meurthe-et-Moselle
| Œuvre              | Auteur       | Commune            | Localisation | Notes | Installation | Coordonnées    | Illustration       |
| ------------------ | ------------ | ------------------ | ------------ | ----- | ------------ | -------------- | ------------------ |
| Monument aux morts | À déterminer | Chambley-Bussières | À déterminer |       | À déterminer | à géolocaliser | Image manquante    |
| Monument aux morts | À déterminer | Frémonville        | À déterminer |       | À déterminer | à géolocaliser | Monument aux morts |
| Monument aux morts | À déterminer | Puxieux            | À déterminer |       | À déterminer | à géolocaliser | Monument aux morts |

## Meuse
| Œuvre              | Auteur       | Commune              | Localisation | Notes | Installation | Coordonnées    | Illustration       |
| ------------------ | ------------ | -------------------- | ------------ | ----- | ------------ | -------------- | ------------------ |
| Monument aux morts | À déterminer | Amel-sur-l'Étang     | À déterminer |       | À déterminer | à géolocaliser | Monument aux morts |
| Monument aux morts | À déterminer | Béthincourt          | À déterminer |       | À déterminer | à géolocaliser | Monument aux morts |
| Monument aux morts | À déterminer | Chattancourt         | À déterminer |       | À déterminer | à géolocaliser | Monument aux morts |
| Monument aux morts | À déterminer | Haudainville         | À déterminer |       | À déterminer | à géolocaliser | Monument aux morts |
| Monument aux morts | À déterminer | Herméville-en-Woëvre | À déterminer |       | À déterminer | à géolocaliser | Monument aux morts |

## Morbihan
Pour un article plus général, voir Liste des monuments aux morts dans le Morbihan.
| Œuvre              | Auteur       | Commune    | Localisation                                                      | Notes | Installation | Coordonnées                        | Illustration                                                                              |
| ------------------ | ------------ | ---------- | ----------------------------------------------------------------- | ----- | ------------ | ---------------------------------- | ----------------------------------------------------------------------------------------- |
| Monument aux morts | À déterminer | Bubry      | Sur la place Saint-Antoine, au bord de la rue des Tilleuls (RD 2) |       | 1923         | 47° 57′ 46″ nord, 3° 10′ 25″ ouest | Monument aux morts de Bubry                                                               |
| Monument aux morts | À déterminer | Josselin   | À déterminer                                                      |       | À déterminer | à géolocaliser                     | Monument aux morts                                                                        |
| Monument aux morts | À déterminer | Le Croisic | À déterminer                                                      |       | À déterminer | à géolocaliser                     | Monument aux morts                                                                        |
| Monument aux morts | À déterminer | Locminé    | À déterminer                                                      |       | À déterminer | à géolocaliser                     | Image manquante                                                                           |
| Monument aux morts | À déterminer | Malestroit | À déterminer                                                      |       | À déterminer | à géolocaliser                     | Monument aux morts                                                                        |
| Monument aux morts | À déterminer | Ploërmel   | Rue Charles-de-Gaulle                                             |       | 1921         | à géolocaliser                     | Monument aux morts« Monument aux morts de 1914-1918 à Ploërmel », sur À nos grands hommes |
| Monument aux morts | À déterminer | Treffléan  | À côté de l'église Saint-Léon                                     |       | À déterminer | à géolocaliser                     | Monument aux morts                                                                        |

## Moselle
| Œuvre              | Auteur       | Commune | Localisation | Notes | Installation | Coordonnées    | Illustration       |
| ------------------ | ------------ | ------- | ------------ | ----- | ------------ | -------------- | ------------------ |
| Monument aux morts | À déterminer | Oron    | À déterminer |       | À déterminer | à géolocaliser | Monument aux morts |

## Nièvre
| Œuvre              | Auteur       | Commune           | Localisation | Notes | Installation | Coordonnées    | Illustration       |
| ------------------ | ------------ | ----------------- | ------------ | ----- | ------------ | -------------- | ------------------ |
| Monument aux morts | À déterminer | Arquian           | À déterminer |       | À déterminer | à géolocaliser | Monument aux morts |
| Monument aux morts | À déterminer | Saint-Benin-d'Azy | À déterminer |       | À déterminer | à géolocaliser | Monument aux morts |
| Monument aux morts | À déterminer | Saint-Révérien    | À déterminer |       | À déterminer | à géolocaliser | Monument aux morts |
| Monument aux morts | À déterminer | Tannay            | À déterminer |       | À déterminer | à géolocaliser | Monument aux morts |

## Nord
Pour un article plus général, voir Liste des monuments aux morts dans le Nord.
| Œuvre              | Auteur             | Commune                | Localisation                    | Notes | Installation | Coordonnées    | Illustration                                                                                |
| ------------------ | ------------------ | ---------------------- | ------------------------------- | ----- | ------------ | -------------- | ------------------------------------------------------------------------------------------- |
| Monument aux morts | À déterminer       | Anstaing               | Dans le cimetière               |       | À déterminer | à géolocaliser | Monument aux morts                                                                          |
| Monument aux morts | À déterminer       | Aubigny-au-Bac         | À déterminer                    |       | À déterminer | à géolocaliser | Monument aux morts                                                                          |
| Monument aux morts | À déterminer       | Awoingt                | À déterminer                    |       | À déterminer | à géolocaliser | Monument aux morts                                                                          |
| Monument aux morts | Prosper Lecourtier | Bachant                | À déterminer                    |       | À déterminer | à géolocaliser | Monument aux morts                                                                          |
| Monument aux morts | À déterminer       | Bachy                  | À déterminer                    |       | À déterminer | à géolocaliser | Monument aux morts                                                                          |
| Monument aux morts | À déterminer       | Bellignies             | À déterminer                    |       | À déterminer | à géolocaliser | Monument aux morts                                                                          |
| Monument aux morts | À déterminer       | Bollezeele             | À déterminer                    |       | À déterminer | à géolocaliser | Monument aux morts                                                                          |
| Monument aux morts | Prosper Lecourtier | Bouchain               | À déterminer                    |       | 1922         | à géolocaliser | Image manquante                                                                             |
| Monument aux morts | À déterminer       | Clairfayts             | À déterminer                    |       | À déterminer | à géolocaliser | Monument aux morts                                                                          |
| Monument aux morts | À déterminer       | Cousolre               | À côté de l'église Saint-Martin |       | À déterminer | à géolocaliser | Monument aux morts                                                                          |
| Monument aux morts | À déterminer       | Estrées                | À déterminer                    |       | À déterminer | à géolocaliser | Monument aux morts                                                                          |
| Monument aux morts | À déterminer       | Fressies               | À déterminer                    |       | À déterminer | à géolocaliser | Monument aux morts                                                                          |
| Monument aux morts | À déterminer       | Gravelines             | Sur la place Albert Denvers     |       | 1922         | à géolocaliser | Monument aux morts« Monument aux morts de 1914-1918 à Gravelines », sur À nos grands hommes |
| Monument aux morts | À déterminer       | Hecq                   | À déterminer                    |       | À déterminer | à géolocaliser | Monument aux morts                                                                          |
| Monument aux morts | À déterminer       | Honnechy               | À déterminer                    |       | À déterminer | à géolocaliser | Monument aux morts                                                                          |
| Monument aux morts | À déterminer       | Hordain                | À déterminer                    |       | À déterminer | à géolocaliser | Monument aux morts                                                                          |
| Monument aux morts | Prosper Lecourtier | Pommereuil             | À déterminer                    |       | À déterminer | à géolocaliser | Monument aux morts                                                                          |
| Monument aux morts | À déterminer       | Sancourt               | À déterminer                    |       | À déterminer | à géolocaliser | Monument aux morts                                                                          |
| Monument aux morts | À déterminer       | Wavrechain-sous-Denain | À déterminer                    |       | À déterminer | à géolocaliser | Monument aux morts                                                                          |

## Oise
Pour un article plus général, voir Liste des monuments aux morts dans l'Oise.
| Œuvre              | Auteur       | Commune                 | Localisation            | Notes | Installation | Coordonnées                      | Illustration                   |
| ------------------ | ------------ | ----------------------- | ----------------------- | ----- | ------------ | -------------------------------- | ------------------------------ |
| Monument aux morts | À déterminer | Autrêches               | À l'entrée du cimetière |       | À déterminer | à géolocaliser                   | Monument aux morts             |
| Monument aux morts | À déterminer | Baugy                   | À déterminer            |       | À déterminer | à géolocaliser                   | Monument aux morts             |
| Monument aux morts | À déterminer | Beaugies-sous-Bois      | À déterminer            |       | À déterminer | à géolocaliser                   | Monument aux morts             |
| Monument aux morts | À déterminer | Bresles                 | À déterminer            |       | À déterminer | à géolocaliser                   | Monument aux morts             |
| Monument aux morts | À déterminer | Breuil-le-Sec           | À déterminer            |       | À déterminer | à géolocaliser                   | Monument aux morts             |
| Monument aux morts | À déterminer | Broyes                  | À déterminer            |       | À déterminer | à géolocaliser                   | Monument aux morts             |
| Monument aux morts | À déterminer | Campremy                | À déterminer            |       | À déterminer | à géolocaliser                   | Monument aux morts             |
| Monument aux morts | À déterminer | Coye-la-Forêt           | Sur la place Blanche    |       | À déterminer | à géolocaliser                   | Monument aux morts             |
| Monument aux morts | À déterminer | Crisolles               | À déterminer            |       | À déterminer | à géolocaliser                   | Monument aux morts             |
| Monument aux morts | À déterminer | Ferrières               | À déterminer            |       | À déterminer | à géolocaliser                   | Monument aux morts             |
| Monument aux morts | À déterminer | Godenvillers            | À déterminer            |       | À déterminer | à géolocaliser                   | Monument aux morts             |
| Monument aux morts | À déterminer | Gouvieux                | À déterminer            |       | À déterminer | 49° 11′ 03″ nord, 2° 24′ 50″ est | Monument aux morts de Gouvieux |
| Monument aux morts | À déterminer | Le Coudray-Saint-Germer | À déterminer            |       | À déterminer | à géolocaliser                   | Monument aux morts             |
| Monument aux morts | À déterminer | Mortemer                | À déterminer            |       | À déterminer | à géolocaliser                   | Monument aux morts             |
| Monument aux morts | À déterminer | Ponchon                 | À déterminer            |       | À déterminer | à géolocaliser                   | Monument aux morts             |
| Monument aux morts | À déterminer | Remy                    | À déterminer            |       | À déterminer | à géolocaliser                   | Monument aux morts             |
| Monument aux morts | À déterminer | Saint-Germer-de-Fly     | À déterminer            |       | À déterminer | à géolocaliser                   | Monument aux morts             |
| Monument aux morts | À déterminer | Sarron                  | À déterminer            |       | À déterminer | à géolocaliser                   | Monument aux morts             |
| Monument aux morts | À déterminer | Talmontiers             | À déterminer            |       | À déterminer | à géolocaliser                   | Monument aux morts             |
| Monument aux morts | À déterminer | Varesnes                | À déterminer            |       | À déterminer | à géolocaliser                   | Monument aux morts             |
| Monument aux morts | À déterminer | Vauchelles              | À déterminer            |       | À déterminer | à géolocaliser                   | Monument aux morts             |

## Orne
Pour un article plus général, voir Liste des monuments aux morts dans l'Orne.
| Œuvre              | Auteur             | Commune                     | Localisation                              | Notes                                                                   | Installation | Coordonnées                        | Illustration                               |
| ------------------ | ------------------ | --------------------------- | ----------------------------------------- | ----------------------------------------------------------------------- | ------------ | ---------------------------------- | ------------------------------------------ |
| Monument aux morts | À déterminer       | Athis-de-l'Orne             | À déterminer                              |                                                                         | À déterminer | à géolocaliser                     | Monument aux morts                         |
| Monument aux morts | À déterminer       | Bailleul                    | Intersection de la RD 247 et de la RD 716 |                                                                         | À déterminer | à géolocaliser                     | Monument aux morts                         |
| Monument aux morts | À déterminer       | Beaulandais                 | RD 52                                     |                                                                         | 1922         | à géolocaliser                     | Monument aux morts                         |
| Monument aux morts | À déterminer       | Champeaux-sur-Sarthe        | Au chevet de l'église Saint-Gilles        |                                                                         | À déterminer | à géolocaliser                     | Monument aux morts                         |
| Monument aux morts | Prosper Lecourtier | Chandai                     | Sur la place du Général de Gaulle         |                                                                         | À déterminer | à géolocaliser                     | Monument aux morts                         |
| Monument aux morts | À déterminer       | Couterne                    | À déterminer                              |                                                                         | À déterminer | à géolocaliser                     | Monument aux morts                         |
| Monument aux morts | À déterminer       | Damigny                     | À déterminer                              |                                                                         | À déterminer | à géolocaliser                     | Image manquante                            |
| Monument aux morts | À déterminer       | Fel                         | À déterminer                              |                                                                         | À déterminer | à géolocaliser                     | Image manquante                            |
| Monument aux morts | À déterminer       | Glos-la-Ferrière            | À déterminer                              |                                                                         | À déterminer | à géolocaliser                     | Monument aux morts                         |
| Monument aux morts | À déterminer       | Habloville                  | À déterminer                              |                                                                         | À déterminer | à géolocaliser                     | Monument aux morts                         |
| Monument aux morts | Prosper Lecourtier | Juvigny-sous-Andaine        | Sur la place Saint-Michel                 |                                                                         | À déterminer | 48° 33′ 08″ nord, 0° 30′ 32″ ouest | Monument aux morts de Juvigny-sous-Andaine |
| Monument aux morts | À déterminer       | Le Sap                      | À déterminer                              |                                                                         | À déterminer | à géolocaliser                     | Monument aux morts                         |
| Monument aux morts | À déterminer       | Lignerolles                 | À déterminer                              |                                                                         | À déterminer | à géolocaliser                     | Image manquante                            |
| Monument aux morts | À déterminer       | Ménil-Gondouin              | À déterminer                              |                                                                         | À déterminer | à géolocaliser                     | Monument aux morts                         |
| Monument aux morts | À déterminer       | Mortrée                     | À déterminer                              |                                                                         | À déterminer | à géolocaliser                     | Monument aux morts                         |
| Monument aux morts | À déterminer       | Neuvy-au-Houlme             | Sur la parvis de la chapelle Saint-Clair  |                                                                         | À déterminer | à géolocaliser                     | Monument aux morts                         |
| Monument aux morts | À déterminer       | Occagnes                    | À côté de l'église et de la mairie        | Érigé[Où ?] en 1924.                                                    | 2022         | à géolocaliser                     | Image manquante                            |
| Monument aux morts | À déterminer       | Origny-le-Roux              | À côté de l'église Saint-Pierre           |                                                                         | À déterminer | à géolocaliser                     | Monument aux morts                         |
| Monument aux morts | À déterminer       | Saint-Maurice-lès-Charencey | À déterminer                              |                                                                         | À déterminer | à géolocaliser                     | Image manquante                            |
| Monument aux morts | Henri Lagriffoul   | Vimoutiers                  | Devant l'église Notre-Dame                | Le monument original est détruit par les bombardements du 14 juin 1944. | À déterminer | à géolocaliser                     | Image manquante                            |

## Pas-de-Calais
Pour un article plus général, voir Liste des monuments aux morts dans le Pas-de-Calais.
Le département du Pas-de-Calais compte 36 monuments aux morts, surmontés du coq gaulois.
| Œuvre              | Auteur                           | Commune               | Localisation                              | Notes | Installation      | Coordonnées    | Illustration |
| ------------------ | -------------------------------- | --------------------- | ----------------------------------------- | ----- | ----------------- | -------------- | --- |
| Monument aux morts | À déterminer                     | Auxi-le-Château       | À déterminer                              |       | À déterminer      | à géolocaliser | Image manquante |
| Monument aux morts | À déterminer                     | Libercourt            | Place de la commune                       |       | À déterminer      | à géolocaliser | Image manquante |
| Monument aux morts | À déterminer                     | Linghem               | À déterminer                              |       | À déterminer      | à géolocaliser | Monument aux morts« Monument aux morts de Linghem », sur Wikipasdecalais                                                |
| Monument aux morts | À déterminer                     | Lorgies               | Intersection de la RD 167 et de la RD 168 |       | À déterminer      | à géolocaliser | Image manquante |
| Monument aux morts | À déterminer                     | Longuenesse           | Place de la commune                       |       | À déterminer      | à géolocaliser | Image manquante |
| Monument aux morts | À déterminer                     | Marck                 | Place de la commune                       |       | À déterminer      | à géolocaliser | Monument aux morts« Le monument aux morts de Marck », sur monuments-aux-morts.fr (consulté le 30 août 2024).            |
| Monument aux morts | À déterminer                     | Marquise              | Près de l'église                          |       | À déterminer      | à géolocaliser | Monument aux morts« Le monument aux morts de Marquise », sur monuments-aux-morts.fr (consulté le 30 août 2024).         |
| Monument aux morts | À déterminer                     | Mondicourt            | Cimetière communal                        |       | 12 septembre 1920 | à géolocaliser | Monument aux morts« Le monument aux morts de Mondicourt », sur monuments-aux-morts.fr (consulté le 18 septembre 2024).  |
| Monument aux morts | À déterminer                     | Oignies               | Près de l'église                          |       | À déterminer      | à géolocaliser | Monument aux morts« Le monument aux morts d'Oignies », sur monuments-aux-morts.fr (consulté le 1er novembre 2024).      |
| Monument aux morts | Augustin Lesieux                 | Outreau               | Cimetière communal                        |       | 1921              | à géolocaliser | Image manquante |
| Monument aux morts | Platel frères Marbrier-Sculpteur | Pelves                | Place de la commune                       |       | 1926              | à géolocaliser | Image manquante |
| Monument aux morts | À déterminer                     | Plouvain              | Place de la commune                       |       | À déterminer      | à géolocaliser | Monument aux morts« Le monument aux morts de Plouvain », sur monuments-aux-morts.fr (consulté le 10 novembre 2024).     |
| Monument aux morts | À déterminer                     | Pommera               | Place de la commune                       |       | À déterminer      | à géolocaliser | Monument aux morts« Le monument aux morts de Pommera », sur monuments-aux-morts.fr (consulté le 21 novembre 2024).      |
| Monument aux morts | À déterminer                     | Racquinghem           | Cimetière communal                        |       | À déterminer      | à géolocaliser | Monument aux morts« Le monument aux morts de Racquinghem », sur monuments-aux-morts.fr (consulté le 1er décembre 2024). |
| Monument aux morts | À déterminer                     | Roclincourt           | Sur la place                              |       | À déterminer      | à géolocaliser | Monument aux morts« Le monument aux morts de Roclincourt », sur monuments-aux-morts.fr (consulté le 14 janvier 2025).   |
| Monument aux morts | À déterminer                     | Saint-Martin-au-Laërt | À déterminer                              |       | À déterminer      | à géolocaliser | Monument aux morts |
| Monument aux morts | À déterminer                     | Tournehem-sur-la-Hem  | À déterminer                              |       | À déterminer      | à géolocaliser | Monument aux morts« Monument aux morts de Tournehem-sur-la-Hem », sur Wikipasdecalais                                   |

## Polynésie française
| Œuvre              | Auteur       | Commune | Localisation | Notes | Installation | Coordonnées    | Illustration       |
| ------------------ | ------------ | ------- | ------------ | ----- | ------------ | -------------- | ------------------ |
| Monument aux morts | À déterminer | Papeete | À déterminer |       | À déterminer | à géolocaliser | Monument aux morts |

## Puy-de-Dôme
| Œuvre              | Auteur       | Commune                  | Localisation                    | Notes | Installation | Coordonnées    | Illustration       |
| ------------------ | ------------ | ------------------------ | ------------------------------- | ----- | ------------ | -------------- | ------------------ |
| Monument aux morts | À déterminer | Églisolles               | Devant l'église Saint-Hippolyte |       | À déterminer | à géolocaliser | Monument aux morts |
| Monument aux morts | À déterminer | Saint-Avit               | À déterminer                    |       | À déterminer | à géolocaliser | Monument aux morts |
| Monument aux morts | À déterminer | Saint-Gervais-d'Auvergne | Dans le cimetière               |       | À déterminer | à géolocaliser | Monument aux morts |
| Monument aux morts | À déterminer | Saint-Priest-des-Champs  | À déterminer                    |       | À déterminer | à géolocaliser | Monument aux morts |
| Monument aux morts | À déterminer | Sermentizon              | À déterminer                    |       | À déterminer | à géolocaliser | Monument aux morts |
| Monument aux morts | À déterminer | Thiers                   | Dans le square de Verdun        |       | À déterminer | à géolocaliser | Monument aux morts |

## Pyrénées-Atlantiques
| Œuvre              | Auteur       | Commune         | Localisation | Notes | Installation | Coordonnées    | Illustration       |
| ------------------ | ------------ | --------------- | ------------ | ----- | ------------ | -------------- | ------------------ |
| Monument aux morts | À déterminer | Salies-de-Béarn | À déterminer |       | À déterminer | à géolocaliser | Monument aux morts |
| Monument aux morts | À déterminer | Urt             | À déterminer |       | À déterminer | à géolocaliser | Monument aux morts |

## Rhône
| Œuvre              | Auteur       | Commune                    | Localisation            | Notes | Installation | Coordonnées    | Illustration       |
| ------------------ | ------------ | -------------------------- | ----------------------- | ----- | ------------ | -------------- | ------------------ |
| Monument aux morts | À déterminer | Francheville               | À déterminer            |       | À déterminer | à géolocaliser | Monument aux morts |
| Monument aux morts | À déterminer | Saint-Fons                 | À déterminer            |       | À déterminer | à géolocaliser | Monument aux morts |
| Monument aux morts | À déterminer | Saint-Symphorien-sur-Coise | À déterminer            |       | 1921         | à géolocaliser | Image manquante    |
| Monument aux morts | À déterminer | Sainte-Paule               | À l'entrée du cimetière |       | À déterminer | à géolocaliser | Monument aux morts |

## Saône-et-Loire
| Œuvre              | Auteur       | Commune                 | Localisation | Notes | Installation | Coordonnées    | Illustration       |
| ------------------ | ------------ | ----------------------- | ------------ | ----- | ------------ | -------------- | ------------------ |
| Monument aux morts | À déterminer | Anzy-le-Duc             | À déterminer |       | À déterminer | à géolocaliser | Monument aux morts |
| Monument aux morts | À déterminer | Bergesserin             | À déterminer |       | À déterminer | à géolocaliser | Monument aux morts |
| Monument aux morts | À déterminer | Charnay-lès-Mâcon       | À déterminer |       | À déterminer | à géolocaliser | Monument aux morts |
| Monument aux morts | À déterminer | Crêches-sur-Saône       | À déterminer |       | À déterminer | à géolocaliser | Monument aux morts |
| Monument aux morts | À déterminer | Demigny                 | À déterminer |       | À déterminer | à géolocaliser | Monument aux morts |
| Monument aux morts | À déterminer | Digoin                  | À déterminer |       | À déterminer | à géolocaliser | Monument aux morts |
| Monument aux morts | À déterminer | La Chapelle-de-Guinchay | À déterminer |       | À déterminer | à géolocaliser | Monument aux morts |
| Monument aux morts | À déterminer | La Chapelle-Thècle      | À déterminer |       | À déterminer | à géolocaliser | Monument aux morts |
| Monument aux morts | À déterminer | Lacrost                 | À déterminer |       | À déterminer | à géolocaliser | Image manquante    |
| Monument aux morts | À déterminer | Lucenay-l'Évêque        | À déterminer |       | À déterminer | à géolocaliser | Monument aux morts |
| Monument aux morts | À déterminer | Martailly-lès-Brancion  | À déterminer |       | À déterminer | à géolocaliser | Image manquante    |
| Monument aux morts | À déterminer | Saint-Loup-de-Varennes  | À déterminer |       | À déterminer | à géolocaliser | Monument aux morts |
| Monument aux morts | À déterminer | Saint-Point             | À déterminer |       | À déterminer | à géolocaliser | Monument aux morts |
| Monument aux morts | À déterminer | Semur-en-Brionnais      | À déterminer |       | À déterminer | à géolocaliser | Monument aux morts |

## Sarthe
| Œuvre               | Auteur       | Commune            | Localisation                  | Notes                                                     | Installation | Coordonnées                        | Illustration                             |
| ------------------- | ------------ | ------------------ | ----------------------------- | --------------------------------------------------------- | ------------ | ---------------------------------- | ---------------------------------------- |
| Monument aux morts  | À déterminer | Saint-Jean-d'Assé  | Sur la place de la Mairie     |                                                           | À déterminer | 48° 09′ 02″ nord, 0° 07′ 10″ est   | Monument aux morts de Saint-Jean-d'Assé  |
| Monument aux morts, | À déterminer | Sillé-le-Guillaume | Sur la place de la République | La statue du poilu devant le monument a disparu[Quand ?]. | À déterminer | 48° 11′ 00″ nord, 0° 07′ 43″ ouest | Monument aux morts de Sillé-le-Guillaume |

## Savoie
| Œuvre              | Auteur             | Commune  | Localisation                  | Notes | Installation | Coordonnées    | Illustration    |
| ------------------ | ------------------ | -------- | ----------------------------- | ----- | ------------ | -------------- | --------------- |
| Monument aux morts | Prosper Lecourtier | Beaufort | Grande rue, près de la mairie |       | À déterminer | à géolocaliser | Image manquante |

## Seine-et-Marne
| Œuvre              | Auteur       | Commune                     | Localisation | Notes | Installation | Coordonnées    | Illustration       |
| ------------------ | ------------ | --------------------------- | ------------ | ----- | ------------ | -------------- | ------------------ |
| Monument aux morts | À déterminer | Arville                     | À déterminer |       | À déterminer | à géolocaliser | Monument aux morts |
| Monument aux morts | À déterminer | Chaintreaux                 | À déterminer |       | À déterminer | à géolocaliser | Monument aux morts |
| Monument aux morts | À déterminer | Fublaines                   | À déterminer |       | À déterminer | à géolocaliser | Image manquante    |
| Monument aux morts | À déterminer | La Genevraye                | À déterminer |       | À déterminer | à géolocaliser | Monument aux morts |
| Monument aux morts | À déterminer | Montceaux-lès-Meaux         | À déterminer |       | À déterminer | à géolocaliser | Image manquante    |
| Monument aux morts | À déterminer | Nanteuil-lès-Meaux          | À déterminer |       | À déterminer | à géolocaliser | Image manquante    |
| Monument aux morts | À déterminer | Nonville                    | À déterminer |       | À déterminer | à géolocaliser | Monument aux morts |
| Monument aux morts | À déterminer | Saint-Jean-les-Deux-Jumeaux | À déterminer |       | À déterminer | à géolocaliser | Image manquante    |
| Monument aux morts | À déterminer | Sammeron                    | À déterminer |       | À déterminer | à géolocaliser | Monument aux morts |
| Monument aux morts | À déterminer | Trilport                    | À déterminer |       | À déterminer | à géolocaliser | Monument aux morts |
| Monument aux morts | À déterminer | Veneux-les-Sablons          | À déterminer |       | À déterminer | à géolocaliser | Monument aux morts |
| Monument aux morts | À déterminer | Verdelot                    | À déterminer |       | À déterminer | à géolocaliser | Image manquante    |
| Monument aux morts | À déterminer | Ville-Saint-Jacques         | À déterminer |       | À déterminer | à géolocaliser | Monument aux morts |
| Monument aux morts | À déterminer | Villeneuve-sur-Bellot       | À déterminer |       | À déterminer | à géolocaliser | Image manquante    |

## Seine-Maritime
| Œuvre              | Auteur       | Commune                | Localisation                  | Notes                                           | Installation | Coordonnées    | Illustration       |
| ------------------ | ------------ | ---------------------- | ----------------------------- | ----------------------------------------------- | ------------ | -------------- | ------------------ |
| Monument aux morts | À déterminer | Beaubec-la-Rosière     | À déterminer                  |                                                 | À déterminer | à géolocaliser | Monument aux morts |
| Monument aux morts | À déterminer | Caudebec-lès-Elbeuf    | À côté de l'église Notre-Dame |                                                 | 1922         | à géolocaliser | Image manquante    |
| Monument aux morts | À déterminer | Cuy-Saint-Fiacre       | À déterminer                  |                                                 | À déterminer | à géolocaliser | Image manquante    |
| Monument aux morts | À déterminer | Dancourt               | À déterminer                  |                                                 | À déterminer | à géolocaliser | Monument aux morts |
| Monument aux morts | À déterminer | Fontaine-le-Bourg      | À déterminer                  |                                                 | À déterminer | à géolocaliser | Image manquante    |
| Monument aux morts | À déterminer | Freneuse               | À déterminer                  |                                                 | À déterminer | à géolocaliser | Monument aux morts |
| Monument aux morts | À déterminer | Gaillefontaine         | À déterminer                  |                                                 | À déterminer | à géolocaliser | Monument aux morts |
| Monument aux morts | À déterminer | Hénouville             | À déterminer                  |                                                 | À déterminer | à géolocaliser | Monument aux morts |
| Monument aux morts | À déterminer | Malaunay               | À déterminer                  |                                                 | À déterminer | à géolocaliser | Monument aux morts |
| Monument aux morts | À déterminer | Martainville-Épreville | À déterminer                  |                                                 | À déterminer | à géolocaliser | Image manquante    |
| Monument aux morts | À déterminer | Montville              | À déterminer                  |                                                 | À déterminer | à géolocaliser | Image manquante    |
| Monument aux morts | À déterminer | Neuville-lès-Dieppe    | À déterminer                  |                                                 | À déterminer | à géolocaliser | Image manquante    |
| Monument aux morts | À déterminer | Rouen                  | Manoir de Saint-Yon           | Dans le cimetière, près de l'église Saint-Aubin | À déterminer | à géolocaliser | Image manquante    |
| Monument aux morts | À déterminer | Serqueux               | À déterminer                  |                                                 | À déterminer | à géolocaliser | Image manquante    |
| Monument aux morts | À déterminer | Sommery                | À déterminer                  |                                                 | À déterminer | à géolocaliser | Image manquante    |

## Seine-Saint-Denis
| Œuvre              | Auteur       | Commune            | Localisation | Notes                                                                          | Installation | Coordonnées    | Illustration       |
| ------------------ | ------------ | ------------------ | ------------ | ------------------------------------------------------------------------------ | ------------ | -------------- | ------------------ |
| Monument aux morts | À déterminer | Bagnolet           | À déterminer |                                                                                | À déterminer | à géolocaliser | Monument aux morts |
| Monument aux morts | À déterminer | Bondy              | À déterminer |                                                                                | À déterminer | à géolocaliser | Monument aux morts |
| Monument aux morts | À déterminer | Livry-Gargan       | À déterminer |                                                                                | À déterminer | à géolocaliser | Monument aux morts |
| Monument aux morts | À déterminer | Montfermeil        | À déterminer | Le coq original est détruit par les autorités allemandes pendant l'Occupation. | 1924         | à géolocaliser | Monument aux morts |
| Monument aux morts | À déterminer | Rosny-sous-Bois    | À déterminer |                                                                                | À déterminer | à géolocaliser | Monument aux morts |
| Monument aux morts | À déterminer | Tremblay-en-France | À déterminer |                                                                                | À déterminer | à géolocaliser | Monument aux morts |

## Somme
| Œuvre              | Auteur             | Commune                  | Localisation       | Notes                   | Installation | Coordonnées    | Illustration       |
| ------------------ | ------------------ | ------------------------ | ------------------ | ----------------------- | ------------ | -------------- | ------------------ |
| Monument aux morts | Prosper Lecourtier | Ablaincourt-Pressoir     | Près de l'église   |                         | À déterminer | à géolocaliser | Monument aux morts |
| Monument aux morts | À déterminer       | Aigneville               | À déterminer       |                         | À déterminer | à géolocaliser | Monument aux morts |
| Monument aux morts | À déterminer       | Albert                   | À déterminer       | A été détruit[Quand ?]. | À déterminer | à géolocaliser | Monument aux morts |
| Monument aux morts | À déterminer       | Aveluy                   | À déterminer       |                         | À déterminer | à géolocaliser | Monument aux morts |
| Monument aux morts | À déterminer       | Balâtre                  | À déterminer       |                         | À déterminer | à géolocaliser | Monument aux morts |
| Monument aux morts | À déterminer       | Bayonvillers             | À déterminer       |                         | À déterminer | à géolocaliser | Monument aux morts |
| Monument aux morts | À déterminer       | Bernes                   | À déterminer       |                         | À déterminer | à géolocaliser | Monument aux morts |
| Monument aux morts | Prosper Lecourtier | Boufflers                | En face du château |                         | À déterminer | à géolocaliser | Monument aux morts |
| Monument aux morts | À déterminer       | Bougainville             | À déterminer       |                         | À déterminer | à géolocaliser | Monument aux morts |
| Monument aux morts | À déterminer       | Cléry-sur-Somme          | À déterminer       |                         | À déterminer | à géolocaliser | Monument aux morts |
| Monument aux morts | À déterminer       | Crécy-en-Ponthieu        | À déterminer       |                         | À déterminer | à géolocaliser | Monument aux morts |
| Monument aux morts | À déterminer       | Dargnies                 | À déterminer       |                         | À déterminer | à géolocaliser | Monument aux morts |
| Monument aux morts | À déterminer       | Ercheu                   | À déterminer       |                         | À déterminer | à géolocaliser | Image manquante    |
| Monument aux morts | À déterminer       | Faverolles               | À déterminer       |                         | À déterminer | à géolocaliser | Monument aux morts |
| Monument aux morts | À déterminer       | Gamaches                 | À déterminer       |                         | À déterminer | à géolocaliser | Image manquante    |
| Monument aux morts | À déterminer       | Hédauville               | À déterminer       |                         | À déterminer | à géolocaliser | Monument aux morts |
| Monument aux morts | À déterminer       | Herleville               | À déterminer       |                         | À déterminer | à géolocaliser | Monument aux morts |
| Monument aux morts | À déterminer       | Lesbœufs                 | À déterminer       |                         | À déterminer | à géolocaliser | Monument aux morts |
| Monument aux morts | À déterminer       | Liomer                   | À déterminer       |                         | À déterminer | à géolocaliser | Monument aux morts |
| Monument aux morts | À déterminer       | Longpré-les-Corps-Saints | À déterminer       |                         | À déterminer | à géolocaliser | Monument aux morts |
| Monument aux morts | À déterminer       | Marquivillers            | À déterminer       |                         | À déterminer | à géolocaliser | Monument aux morts |
| Monument aux morts | À déterminer       | Mérélessart              | À déterminer       |                         | À déterminer | à géolocaliser | Monument aux morts |
| Monument aux morts | À déterminer       | Mézerolles               | À déterminer       |                         | À déterminer | à géolocaliser | Monument aux morts |
| Monument aux morts | À déterminer       | Misery                   | À déterminer       |                         | À déterminer | à géolocaliser | Image manquante    |
| Monument aux morts | À déterminer       | Morlancourt              | À déterminer       |                         | À déterminer | à géolocaliser | Monument aux morts |
| Monument aux morts | À déterminer       | Pozières                 | À déterminer       |                         | À déterminer | à géolocaliser | Monument aux morts |
| Monument aux morts | À déterminer       | Querrieu                 | À déterminer       |                         | À déterminer | à géolocaliser | Monument aux morts |
| Monument aux morts | À déterminer       | Rethonvillers            | À déterminer       |                         | À déterminer | à géolocaliser | Image manquante    |
| Monument aux morts | À déterminer       | Ribeaucourt              | À déterminer       |                         | À déterminer | à géolocaliser | Monument aux morts |
| Monument aux morts | À déterminer       | Saint-Riquier            | À déterminer       | Volé en 2011.           | À déterminer | à géolocaliser | Monument aux morts |
| Monument aux morts | À déterminer       | Taisnil                  | À déterminer       |                         | À déterminer | à géolocaliser | Monument aux morts |
| Monument aux morts | À déterminer       | Thièvres                 | À déterminer       |                         | À déterminer | à géolocaliser | Monument aux morts |
| Monument aux morts | À déterminer       | Verpillières             | À déterminer       |                         | À déterminer | à géolocaliser | Monument aux morts |
| Monument aux morts | À déterminer       | Villers-Tournelle        | À déterminer       |                         | À déterminer | à géolocaliser | Monument aux morts |
| Monument aux morts | À déterminer       | Warloy-Baillon           | À déterminer       |                         | À déterminer | à géolocaliser | Image manquante    |

## Tarn
| Œuvre              | Auteur       | Commune    | Localisation | Notes | Installation | Coordonnées    | Illustration       |
| ------------------ | ------------ | ---------- | ------------ | ----- | ------------ | -------------- | ------------------ |
| Monument aux morts | À déterminer | Giroussens | À déterminer |       | À déterminer | à géolocaliser | Monument aux morts |
| Monument aux morts | À déterminer | Lalbarède  | À déterminer |       | À déterminer | à géolocaliser | Image manquante    |
| Monument aux morts | À déterminer | Montdragon | À déterminer |       | À déterminer | à géolocaliser | Monument aux morts |

## Tarn-et-Garonne
| Œuvre              | Auteur       | Commune                 | Localisation | Notes | Installation | Coordonnées    | Illustration       |
| ------------------ | ------------ | ----------------------- | ------------ | ----- | ------------ | -------------- | ------------------ |
| Monument aux morts | À déterminer | Bessens                 | À déterminer |       | À déterminer | à géolocaliser | Monument aux morts |
| Monument aux morts | À déterminer | La Ville-Dieu-du-Temple | À déterminer |       | À déterminer | à géolocaliser | Monument aux morts |
| Monument aux morts | À déterminer | Montbartier             | À déterminer |       | À déterminer | à géolocaliser | Monument aux morts |
| Monument aux morts | À déterminer | Sérignac                | À déterminer |       | À déterminer | à géolocaliser | Monument aux morts |

## Val-de-Marne
| Œuvre              | Auteur       | Commune            | Localisation | Notes | Installation | Coordonnées    | Illustration       |
| ------------------ | ------------ | ------------------ | ------------ | ----- | ------------ | -------------- | ------------------ |
| Monument aux morts | À déterminer | Bonneuil-sur-Marne | À déterminer |       | À déterminer | à géolocaliser | Monument aux morts |
| Monument aux morts | À déterminer | Gentilly           | À déterminer |       | À déterminer | à géolocaliser | Monument aux morts |
| Monument aux morts | À déterminer | Le Plessis-Trévise | À déterminer |       | À déterminer | à géolocaliser | Monument aux morts |
| Monument aux morts | À déterminer | Saint-Mandé        | À déterminer |       | À déterminer | à géolocaliser | Monument aux morts |
| Monument aux morts | À déterminer | Villeneuve-le-Roi  | À déterminer |       | À déterminer | à géolocaliser | Monument aux morts |

## Val-d'Oise
| Œuvre              | Auteur       | Commune                 | Localisation           | Notes | Installation | Coordonnées    | Illustration       |
| ------------------ | ------------ | ----------------------- | ---------------------- | ----- | ------------ | -------------- | ------------------ |
| Monument aux morts | À déterminer | Marines                 | Sur la place de Verdun |       | 1922         | à géolocaliser | Monument aux morts |
| Monument aux morts | À déterminer | Montigny-lès-Cormeilles | À déterminer           |       | À déterminer | à géolocaliser | Image manquante    |

## Var
Pour un article plus général, voir Liste des monuments aux morts dans le Var.
| Œuvre              | Auteur                                                                           | Commune          | Localisation                                                          | Notes                      | Installation | Coordonnées                      | Illustration                           |
| ------------------ | -------------------------------------------------------------------------------- | ---------------- | --------------------------------------------------------------------- | -------------------------- | ------------ | -------------------------------- | -------------------------------------- |
| Monument aux morts | À déterminer                                                                     | Brovès           | À déterminer                                                          |                            | À déterminer | à géolocaliser                   | Image manquante                        |
| Monument aux morts | Marbreries Générales (entreprise)                                                | Cabasse          | Place du monument aux morts                                           |                            | À déterminer | 43° 25′ 39″ nord, 6° 13′ 17″ est | Monument aux morts                     |
| Monument aux morts | René Darde (architecte)                                                          | Cogolin          | Avenue du général de Gaulle, sur le parking de la mairie              | Aucun nom n'est mentionné. | 1921         | à géolocaliser                   | Image manquante                        |
| Monument aux morts | Émile Tardieu (architecte)                                                       | Entrecasteaux    | Intersection du cours Gabriel Péri (RD 31) et de la rue des Endronnes |                            | À déterminer | 43° 30′ 53″ nord, 6° 14′ 35″ est | Monument aux morts                     |
| Monument aux morts | À déterminer                                                                     | Hyères           | Sur la place Raymonenq à Giens                                        |                            | 1921         | à géolocaliser                   | Image manquante                        |
| Monument aux morts | À déterminer                                                                     | Les Mayons       | Place de la Victoire                                                  |                            | À déterminer | 43° 18′ 51″ nord, 6° 21′ 28″ est | Monument aux morts                     |
| Monument aux morts | À déterminer                                                                     | Moissac-Bellevue | Le Cours, sur la place des marronniers                                |                            | À déterminer | 43° 39′ 12″ nord, 6° 10′ 01″ est | Monument aux morts de Moissac-Bellevue |
| Monument aux morts | François Clermont (architecte)                                                   | Pignans          | Sur la place des Armistices                                           |                            | 1922         | à géolocaliser                   | Image manquante                        |
| Monument aux morts | Jules Pollacchi (sculpteur), Marbreries générales (entreprise)                   | Régusse          | Cours Alexandre Gariel                                                | En fonte.                  | À déterminer | 43° 39′ 20″ nord, 6° 07′ 51″ est | Monument aux morts                     |
| Monument aux morts | Copie d'après Prosper Lecourtier (sculpteur) par la fonderie d'art du Val d'Osne | Vidauban         | Place Fernand Maurel                                                  |                            | 1920         | 43° 25′ 39″ nord, 6° 25′ 52″ est | Monument aux morts                     |

## Vendée
| Œuvre              | Auteur       | Commune                | Localisation                                   | Notes | Installation | Coordonnées                        | Illustration                                 |
| ------------------ | ------------ | ---------------------- | ---------------------------------------------- | ----- | ------------ | ---------------------------------- | -------------------------------------------- |
| Monument aux morts | À déterminer | Angles                 | À déterminer                                   |       | À déterminer | à géolocaliser                     | Image manquante                              |
| Monument aux morts | À déterminer | Challans               | À déterminer                                   |       | À déterminer | à géolocaliser                     | Image manquante                              |
| Monument aux morts | À déterminer | Grues                  | À déterminer                                   |       | À déterminer | à géolocaliser                     | Monument aux morts                           |
| Monument aux morts | À déterminer | Mouchamps              | À déterminer                                   |       | À déterminer | à géolocaliser                     | Image manquante                              |
| Monument aux morts | À déterminer | Nieul-sur-l'Autise     | À déterminer                                   |       | À déterminer | à géolocaliser                     | Image manquante                              |
| Monument aux morts | À déterminer | Pissotte               | À déterminer                                   |       | À déterminer | à géolocaliser                     | Monument aux morts                           |
| Monument aux morts | À déterminer | Saint-Michel-en-l'Herm | Sur la place de l'Abbaye, au bord de la RD 746 |       | À déterminer | 46° 21′ 13″ nord, 1° 15′ 02″ ouest | Monument aux morts de Saint-Michel-en-l'Herm |
| Monument aux morts | À déterminer | Saint-Sigismond        | À déterminer                                   |       | À déterminer | à géolocaliser                     | Monument aux morts                           |
| Monument aux morts | À déterminer | Velluire               | À déterminer                                   |       | À déterminer | à géolocaliser                     | Monument aux morts                           |

## Vienne
| Œuvre              | Auteur             | Commune   | Localisation | Notes | Installation | Coordonnées                      | Illustration                |
| ------------------ | ------------------ | --------- | ------------ | ----- | ------------ | -------------------------------- | --------------------------- |
| Monument aux morts | Prosper Lecourtier | Bonnes    | À déterminer |       | 1921         | à géolocaliser                   | Image manquante             |
| Monument aux morts | Prosper Lecourtier | Dissay    | À déterminer |       | À déterminer | à géolocaliser                   | Monument aux morts          |
| Monument aux morts | À déterminer       | Ingrandes | À déterminer |       | À déterminer | à géolocaliser                   | Monument aux morts          |
| Monument aux morts | À déterminer       | Thuré     | À déterminer |       | À déterminer | 46° 49′ 55″ nord, 0° 27′ 22″ est | Monument aux morts de Thuré |

## Vosges
| Œuvre              | Auteur             | Commune               | Localisation                            | Notes | Installation | Coordonnées    | Illustration       |
| ------------------ | ------------------ | --------------------- | --------------------------------------- | ----- | ------------ | -------------- | ------------------ |
| Monument aux morts | À déterminer       | Châtillon-sur-Saône   | À déterminer                            |       | À déterminer | à géolocaliser | Monument aux morts |
| Monument aux morts | À déterminer       | Granges-de-Plombières | À déterminer                            |       | À déterminer | à géolocaliser | Monument aux morts |
| Monument aux morts | À déterminer       | Plainfaing            | Devant la mairie                        |       | À déterminer | à géolocaliser | Monument aux morts |
| Monument aux morts | Prosper Lecourtier | Pouxeux               | Près de l'église Saints-Gorgon-et-Nabor |       | 1921         | à géolocaliser | Image manquante    |
| Monument aux morts | À déterminer       | Sainte-Barbe          | À déterminer                            |       | À déterminer | à géolocaliser | Monument aux morts |

## Yonne
Pour un article plus général, voir Liste des monuments aux morts dans l'Yonne.
| Œuvre              | Auteur       | Commune                 | Localisation                                        | Notes             | Installation | Coordonnées                      | Illustration                            |
| ------------------ | ------------ | ----------------------- | --------------------------------------------------- | ----------------- | ------------ | -------------------------------- | --------------------------------------- |
| Monument aux morts | À déterminer | Aisy-sur-Armançon       | À déterminer                                        |                   | 1923         | à géolocaliser                   | Image manquante                         |
| Monument aux morts | À déterminer | Charentenay             | À côté de l'église Saint-Laurent                    |                   | À déterminer | à géolocaliser                   | Image manquante                         |
| Monument aux morts | À déterminer | Carisey                 | À côté de l'église Notre-Dame-et-Saint-Vincent      |                   | 1920         | 47° 55′ 24″ nord, 3° 50′ 49″ est | Monument aux morts de Carisey           |
| Monument aux morts | À déterminer | Cornant                 | À côté de l'église Notre-Dame                       |                   | À déterminer | à géolocaliser                   | Monument aux morts                      |
| Monument aux morts | À déterminer | Dixmont                 | Rue de la Mairie                                    |                   | À déterminer | à géolocaliser                   | Monument aux morts                      |
| Monument aux morts | À déterminer | Étivey                  | À côté de l'église Saint-Phal                       |                   | À déterminer | 47° 40′ 40″ nord, 4° 08′ 41″ est | Monument aux morts d'Étivey             |
| Monument aux morts | Justin Monin | Joux-la-Ville           | À côté de l'église Notre-Dame                       |                   | 1922         | à géolocaliser                   | Monument aux morts                      |
| Monument aux morts | À déterminer | Les Ormes               | Sur le parvis de l'église Notre-Dame-de-la-Nativité |                   | À déterminer | 47° 50′ 57″ nord, 3° 16′ 00″ est | Monument aux morts des Ormes            |
| Monument aux morts | À déterminer | Ligny-le-Châtel         | À déterminer                                        |                   | À déterminer | 47° 53′ 55″ nord, 3° 45′ 24″ est | Monument aux morts de Ligny-le-Châtel   |
| Monument aux morts | Max Blondat  | Mailly-le-Château       | Dans un jardin public, au 2 rue de la République    | Classé MH (2020). | 1922         | 47° 35′ 49″ nord, 3° 38′ 22″ est | Monument aux morts de Mailly-le-Château |
| Monument aux morts | À déterminer | Marchais-Beton          | À côté de l'église Saint-Jean-Baptiste              |                   | À déterminer | à géolocaliser                   | Monument aux morts                      |
| Monument aux morts | À déterminer | Merry-Sec               | À côté de l'église Saint-Menge                      |                   | À déterminer | 47° 39′ 24″ nord, 3° 29′ 05″ est | Monument aux morts de Merry-Sec         |
| Monument aux morts | À déterminer | Mézilles                | À déterminer                                        |                   | À déterminer | à géolocaliser                   | Monument aux morts                      |
| Monument aux morts | À déterminer | Migé                    | À déterminer                                        |                   | À déterminer | à géolocaliser                   | Monument aux morts                      |
| Monument aux morts | À déterminer | Montacher               | À déterminer                                        |                   | À déterminer | 48° 10′ 23″ nord, 3° 01′ 44″ est | Monument aux morts de Montacher         |
| Monument aux morts | À déterminer | Ouanne                  | À déterminer                                        |                   | À déterminer | 47° 39′ 43″ nord, 3° 25′ 03″ est | Monument aux morts d'Ouanne             |
| Monument aux morts | À déterminer | Saint-Martin-des-Champs | À déterminer                                        |                   | À déterminer | à géolocaliser                   | Monument aux morts                      |
| Monument aux morts | À déterminer | Saint-Maurice-le-Vieil  | À côté de l'église Saint-Léger                      |                   | À déterminer | à géolocaliser                   | Monument aux morts                      |
| Monument aux morts | À déterminer | Sambourg                | Grande rue                                          |                   | À déterminer | 47° 46′ 05″ nord, 4° 01′ 18″ est | Monument aux morts de Sambourg          |
| Monument aux morts | À déterminer | Tonnerre                | Promenade du Patis                                  |                   | À déterminer | 47° 51′ 36″ nord, 3° 58′ 18″ est | Monument aux morts de Tonnerre          |
| Monument aux morts | Émile Peynot | Villeneuve-sur-Yonne    | Avenue du Général de Gaulle                         | Classé MH (2020). | À déterminer | à géolocaliser                   | Monument aux morts                      |

## Yvelines
| Œuvre              | Auteur             | Commune                    | Localisation | Notes | Installation | Coordonnées    | Illustration                                                                             |
| ------------------ | ------------------ | -------------------------- | --- | ----- | ------------ | -------------- | ---------------------------------------------------------------------------------------- |
| Monument aux morts | À déterminer       | Bazainville                | 9 Grand rue (RD 112)                                                                                               |       | 1922         | à géolocaliser | Monument aux morts                                                                       |
| Monument aux morts | À déterminer       | Clairefontaine-en-Yvelines | À déterminer |       | À déterminer | à géolocaliser | Monument aux morts                                                                       |
| Monument aux morts | À déterminer       | Épône                      | Intersection de la rue E. Jumantier et de l'avenue du Professeur Émile Sergent (anciennent route de quarante sous) |       | À déterminer | à géolocaliser | Image manquante                                                                          |
| Monument aux morts | À déterminer       | Flins-sur-Seine            | À déterminer |       | À déterminer | à géolocaliser | Monument aux morts                                                                       |
| Monument aux morts | Prosper Lecourtier | Jouars-Pontchartrain       | Sur la place du 11 Novembre 1918                                                                                   |       | 1921         | à géolocaliser | Monument aux morts« Monument aux morts à Jouars-Pontchartrain », sur À nos grands hommes |
| Monument aux morts | À déterminer       | Maurecourt                 | À déterminer |       | À déterminer | à géolocaliser | Monument aux morts                                                                       |
| Monument aux morts | À déterminer       | Trappes                    | À déterminer |       | À déterminer | à géolocaliser | Monument aux morts                                                                       |

## Monuments sur lesquels le coq a aujourd'hui disparu
| Œuvre              | Auteur       | Département | Commune               | Localisation                                                      | Notes | Installation | Coordonnées                      | Illustration    |
| ------------------ | ------------ | ----------- | --------------------- | ----------------------------------------------------------------- | ----- | ------------ | -------------------------------- | --------------- |
| Monument aux morts | À déterminer | Doubs       | Longevilles-Mont-d'Or | Intersection de la rue de la Croix et de la rue du Centre (RD 45) |       | 1922         | 46° 45′ 20″ nord, 6° 19′ 07″ est | Image manquante |